# La Barthe-de-Neste
Pour les articles homonymes, voir Labarthe, Barthe et Neste (homonymie).
La Barthe-de-Neste est une commune française située dans l'est du département des Hautes-Pyrénées, en région Occitanie. Sur le plan historique et culturel, la commune est dans le Pays d'Aure, constitué de la vallée de la Neste (en aval de Sarrancolin), de la vallée d'Aure (en amont de Sarrancolin) et de la vallée du Louron.
Exposée à un climat de montagne, elle est drainée par la Neste, le canal de la Neste, le ruisseau de la Torte et par divers autres petits cours d'eau. La commune possède un patrimoine naturel remarquable : un site Natura 2000 (« Garonne, Ariège, Hers, Salat, Pique et Neste ») et deux zones naturelles d'intérêt écologique, faunistique et floristique.
La Barthe-de-Neste est une commune rurale qui compte 1 245 habitants en 2022. Elle est dans l'unité urbaine de Lannemezan et fait partie de l'aire d'attraction de Lannemezan. Ses habitants sont appelés les Labarthais et Labarthaises.

## Géographie

### Localisation
La commune de Barthe-de-Neste se trouve dans le département des Hautes-Pyrénées, en région Occitanie.
Elle se situe à 30 km à vol d'oiseau de Tarbes, préfecture du département, à 19 km de Bagnères-de-Bigorre, sous-préfecture, et à 6 km de Capvern, bureau centralisateur du canton de Neste, Aure et Louron dont dépend la commune depuis 2015 pour les élections départementales.
La commune fait en outre partie du bassin de vie de Lannemezan.
Les communes les plus proches sont : 
Escala (1,8 km), Izaux (2,0 km), Montoussé (2,9 km), Avezac-Prat-Lahitte (4,1 km), Lortet (4,1 km), Saint-Arroman (4,1 km), Tuzaguet (4,6 km), Bizous (4,9 km).
Sur le plan historique et culturel, La Barthe-de-Neste fait partie de la région gasconne de Magnoac, située sur le plateau de Lannemezan, qui reprend une partie de l’ancien Nébouzan, qui possédait plusieurs enclaves au cœur de la province de Comminges et a évolué dans ses frontières jusqu’à plus ou moins disparaitre.

### Communes limitrophes
Les communes limitrophes sont  Avezac-Prat-Lahitte, Escala, Izaux, Lannemezan et Montoussé.
|                     | Lannemezan         |           |
| Avezac-Prat-Lahitte | La Barthe-de-Neste | Escala    |
|                     | Izaux              | Montoussé |

### Hydrographie
La commune est dans le bassin versant de la Garonne, au sein du bassin hydrographique Adour-Garonne. Elle est drainée par le Neste, le canal de la Neste, le ruisseau de la Torte, un bras de la Neste et par deux petits cours d'eau, constituant un réseau hydrographique de 13 km de longueur totale,.
Le Neste, d'une longueur totale de 73,1 km, prend sa source dans la commune d'Aragnouet et s'écoule du sud vers le nord. Il traverse la commune et se jette dans la Garonne à Montréjeau, après avoir traversé 34 communes.
Le canal de la Neste, d'une longueur totale de 28,8 km, prend sa source dans la commune de Beyrède-Jumet-Camous et s'écoule du sud vers le nord. Il traverse la commune et se jette dans le canal du Bouès à Capvern, après avoir traversé 9 communes.

### Climat
Le climat qui caractérise la commune est qualifié, en 2010, de « climat océanique dégradé des plaines du Centre et du Nord », selon la typologie des climats de la France qui compte alors huit grands types de climats en métropole. En 2020, la commune ressort du type « climat océanique altéré » dans la classification établie par Météo-France, qui ne compte désormais, en première approche, que cinq grands types de climats en métropole. Il s’agit d’une zone de transition entre le climat océanique et les climats de montagne et semi-continental. Les écarts de température entre hiver et été augmentent avec l'éloignement de la mer. La pluviométrie est plus faible qu'en bord de mer, sauf aux abords des reliefs.
Les paramètres climatiques qui ont permis d’établir la typologie de 2010 comportent six variables pour les températures et huit pour les précipitations, dont les valeurs correspondent à la normale 1971-2000. Les sept principales variables caractérisant la commune sont présentées dans l'encadré ci-après.
| Paramètres climatiques communaux sur la période 1971-2000 - Moyenne annuelle de température : 11,2 °C - Nombre de jours avec une température inférieure à −5 °C : 3,9 j - Nombre de jours avec une température supérieure à 30 °C : 4,1 j - Amplitude thermique annuelle : 14,5 °C - Cumuls annuels de précipitation : 964 mm - Nombre de jours de précipitation en janvier : 10 j - Nombre de jours de précipitation en juillet : 7,3 j |

Avec le changement climatique, ces variables ont évolué. Une étude réalisée en 2014 par la Direction générale de l'Énergie et du Climat complétée par des études régionales prévoit en effet que la  température moyenne devrait croître et la pluviométrie moyenne baisser, avec toutefois de fortes variations régionales. Ces changements peuvent être constatés sur la station météorologique de Météo-France la plus proche, « Lannemezan », sur la commune de Lannemezan, mise en service en 1970 et qui se trouve à 5 km à vol d'oiseau,, où la température moyenne annuelle est de 11,5 °C et la hauteur de précipitations de 1 159,3 mm pour la période 1981-2010.
Sur la station météorologique historique la plus proche, « Tarbes-Lourdes-Pyrénées », sur la commune d'Ossun, mise en service en 1946 et à 35 km, la température moyenne annuelle évolue de 12,2 °C pour la période 1971-2000, à 12,6 °C pour 1981-2010, puis à 12,9 °C pour 1991-2020.

### Milieux naturels et biodiversité

#### Réseau Natura 2000

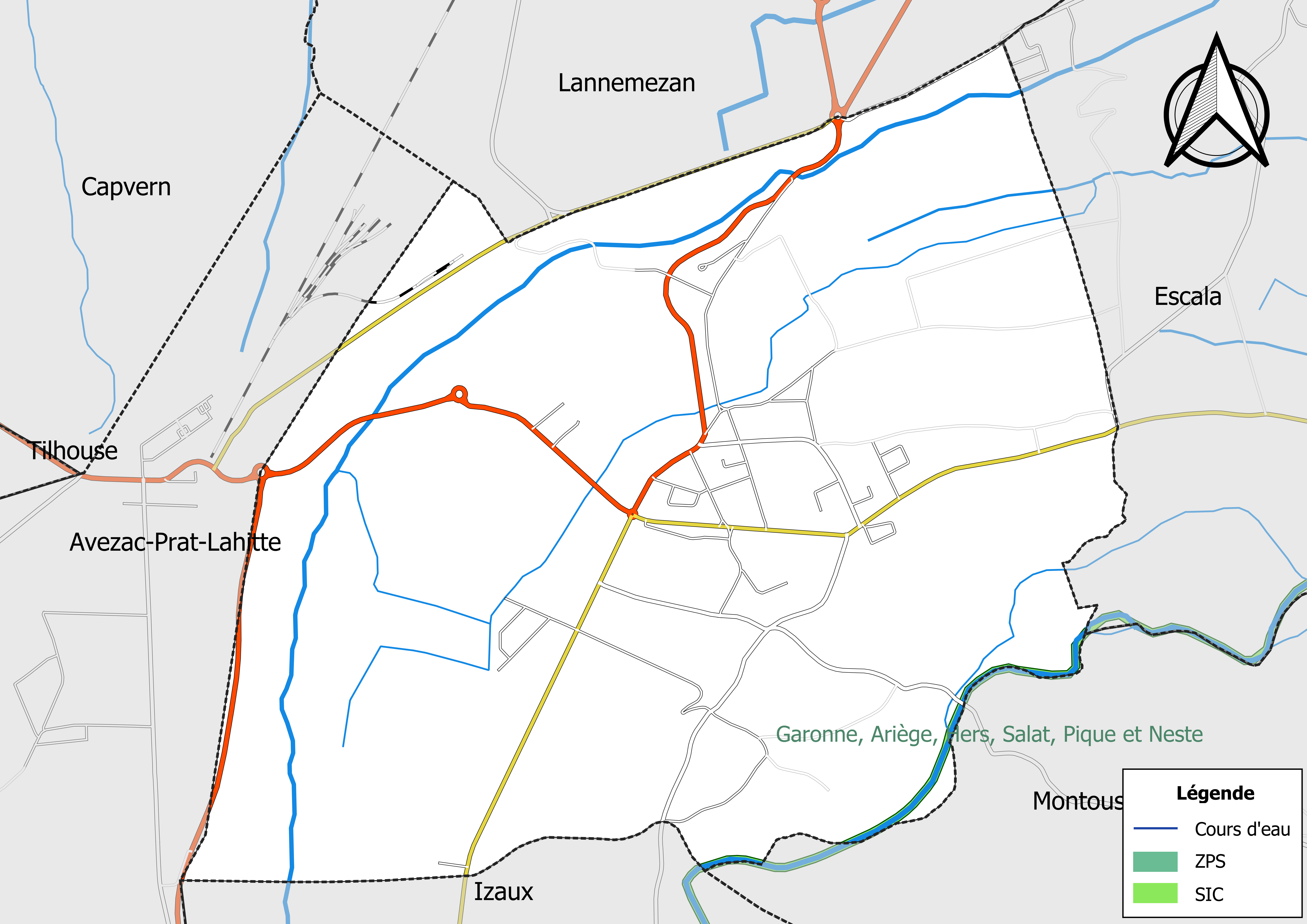
Site Natura 2000 sur le territoire communal.

Le réseau Natura 2000 est un réseau écologique européen de sites naturels d'intérêt écologique élaboré à partir des Directives « Habitats » et « Oiseaux », constitué de zones spéciales de conservation (ZSC) et de zones de protection spéciale (ZPS).
Un site Natura 2000 a été défini sur la commune au titre de la « directive Habitats » : « garonne, Ariège, Hers, Salat, Pique et Neste », d'une superficie de 9 581 ha, un réseau hydrographique pour les poissons migrateurs (zones de frayères actives et potentielles importantes pour le Saumon en particulier qui fait l'objet d'alevinages réguliers et dont des adultes atteignent déjà Foix sur l'Ariège.

#### Zones naturelles d'intérêt écologique, faunistique et floristique
L’inventaire des zones naturelles d'intérêt écologique, faunistique et floristique (ZNIEFF) a pour objectif de réaliser une couverture des zones les plus intéressantes sur le plan écologique, essentiellement dans la perspective d’améliorer la connaissance du patrimoine naturel national et de fournir aux différents décideurs un outil d’aide à la prise en compte de l’environnement dans l’aménagement du territoire.
Une ZNIEFF de type 1 est recensée sur la commune :
la « Neste moyenne et aval » (283 ha), couvrant 25 communes dont une dans la Haute-Garonne et 24 dans les Hautes-Pyrénées et une ZNIEFF de type 2, : 
les « Garonne amont, Pique et Neste » (1 788 ha), couvrant 112 communes dont 42 dans la Haute-Garonne et 70 dans les Hautes-Pyrénées.

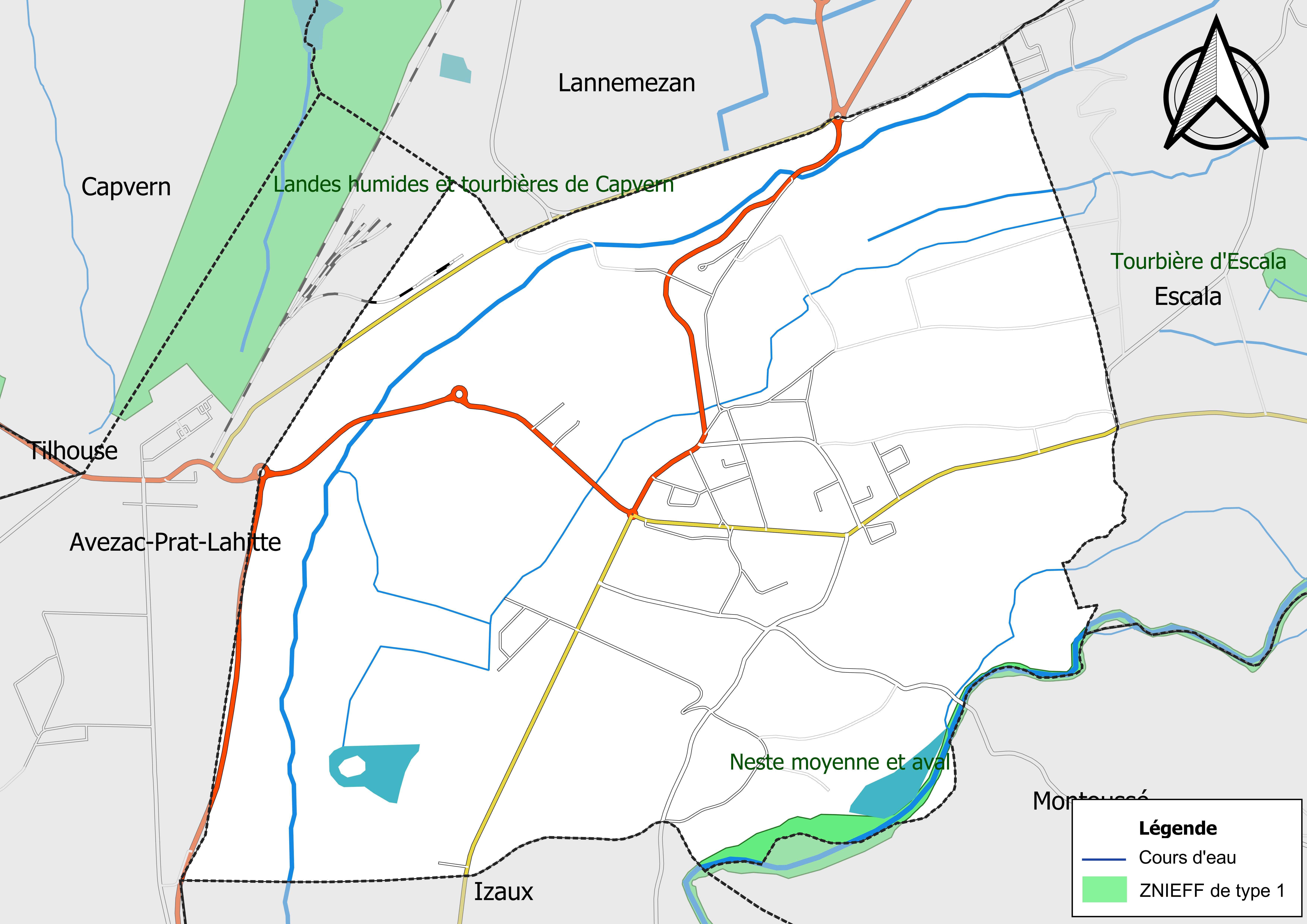
Carte de la ZNIEFF de type 1 sur la commune.
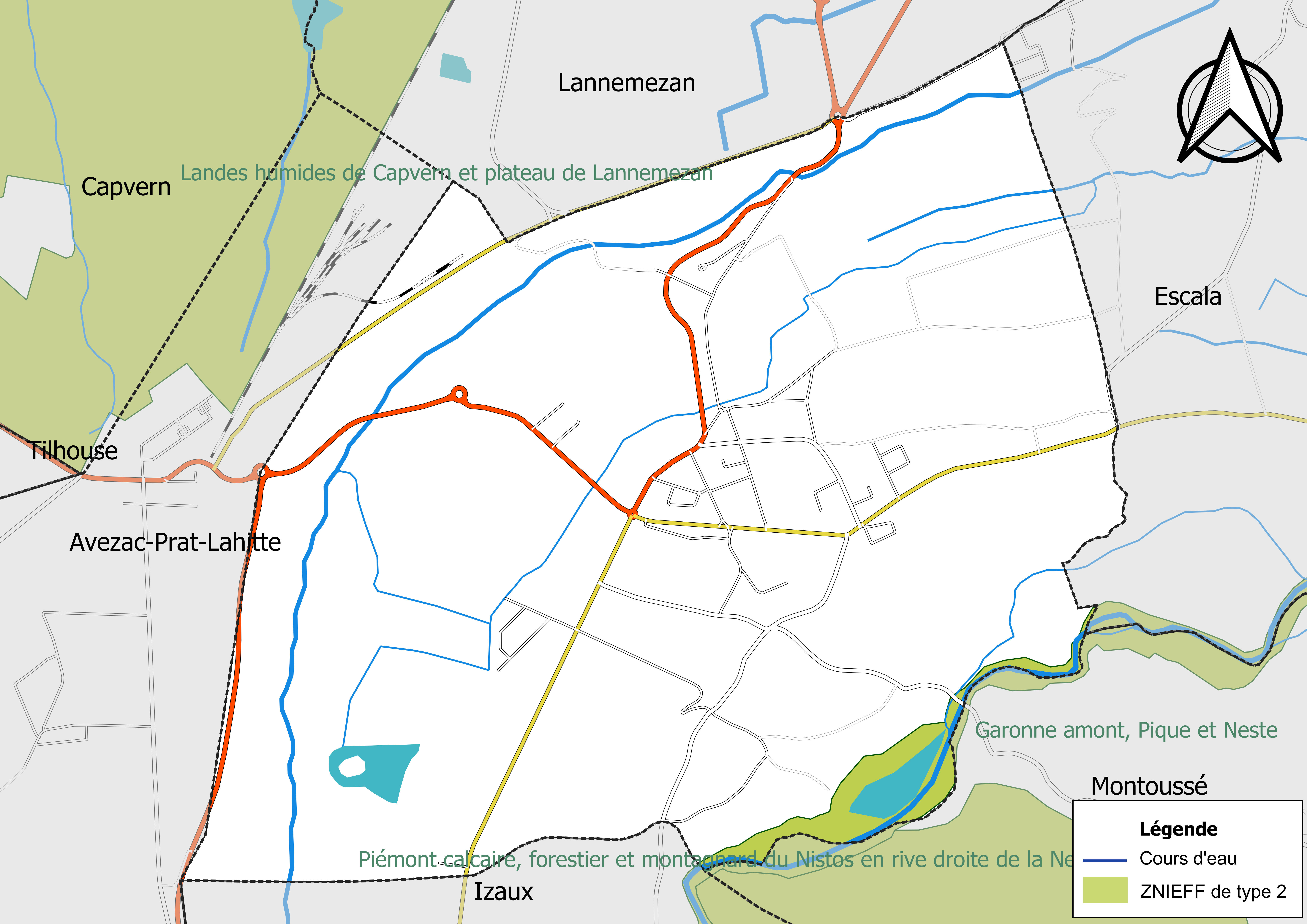
Carte de la ZNIEFF de type 2 sur la commune.

## Urbanisme

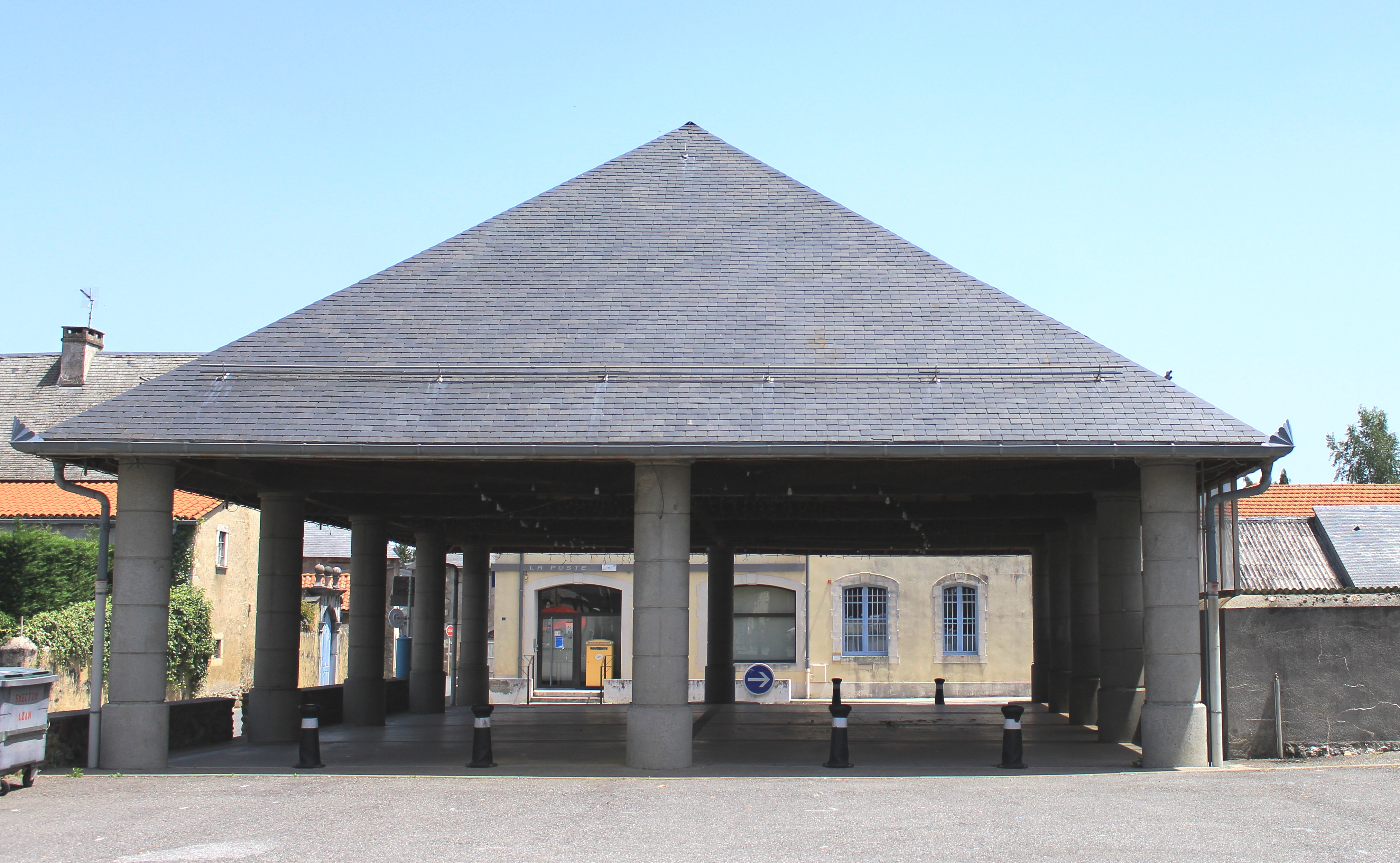
La halle en 2019.

### Typologie
Au 1er janvier 2024, La Barthe-de-Neste est catégorisée commune rurale à habitat dispersé, selon la nouvelle grille communale de densité à sept niveaux définie par l'Insee en 2022.
Elle appartient à l'unité urbaine de Lannemezan, une agglomération intra-départementale regroupant quatre  communes, dont elle est une commune de la banlieue,,. Par ailleurs la commune fait partie de l'aire d'attraction de Lannemezan, dont elle est une commune de la couronne,. Cette aire, qui regroupe 65 communes, est catégorisée dans les aires de moins de 50 000 habitants,.

### Occupation des sols
L'occupation des sols de la commune, telle qu'elle ressort de la base de données européenne d’occupation biophysique des sols Corine Land Cover (CLC), est marquée par l'importance des territoires agricoles (55,5 % en 2018), en diminution par rapport à 1990 (61,7 %). La répartition détaillée en 2018 est la suivante : 
zones agricoles hétérogènes (32,7 %), forêts (25,6 %), zones urbanisées (17,7 %), prairies (13,3 %), terres arables (9,5 %), zones industrielles ou commerciales et réseaux de communication (1,3 %).
L'IGN met par ailleurs à disposition un outil en ligne permettant de comparer l’évolution dans le temps de l’occupation des sols de la commune (ou de territoires à des échelles différentes). Plusieurs époques sont accessibles sous forme de cartes ou photos aériennes : la carte de Cassini (XVIIIe siècle), la carte d'état-major (1820-1866) et la période actuelle (1950 à aujourd'hui).

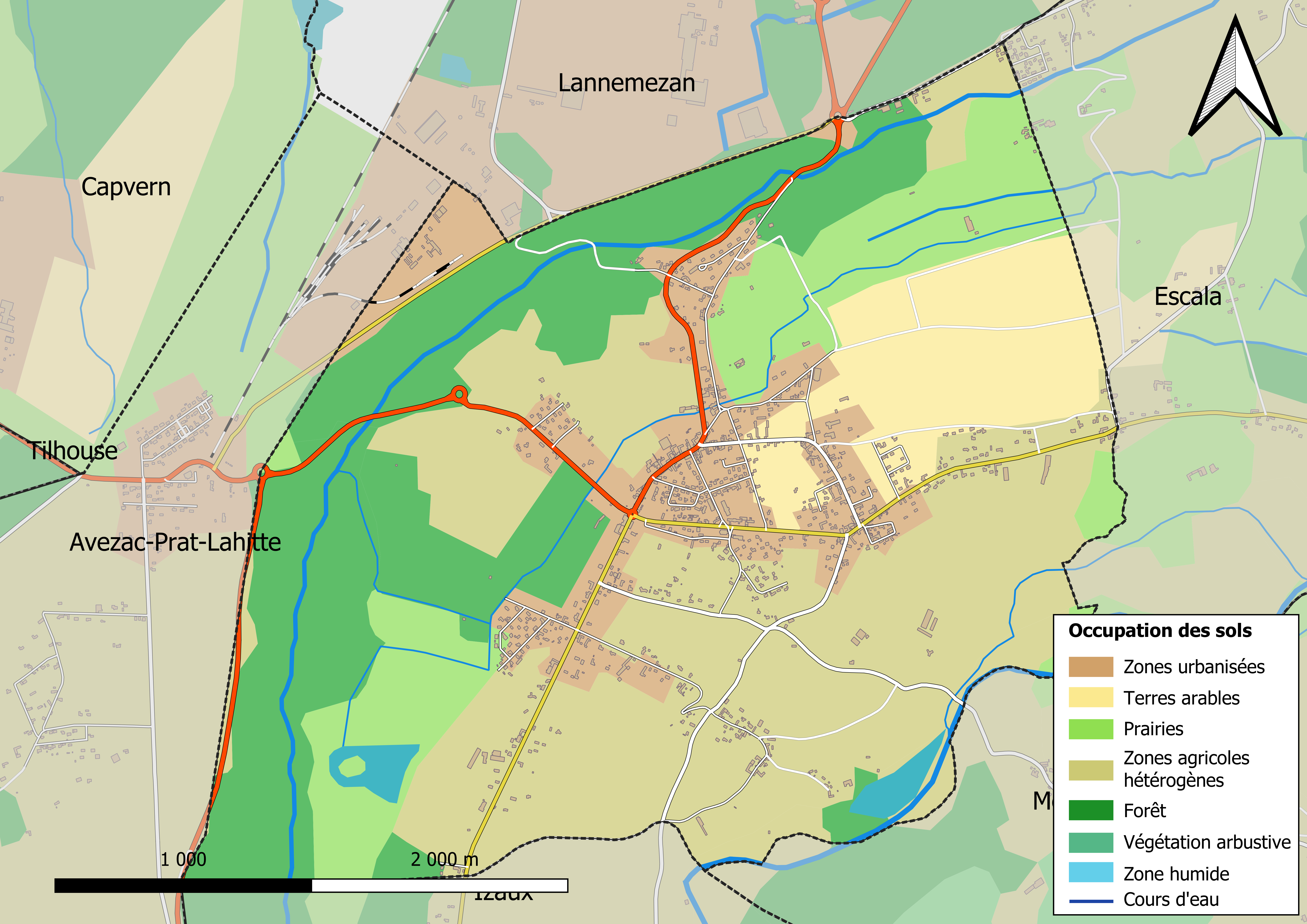
Carte des infrastructures et de l'occupation des sols en 2018 (CLC) de la commune.
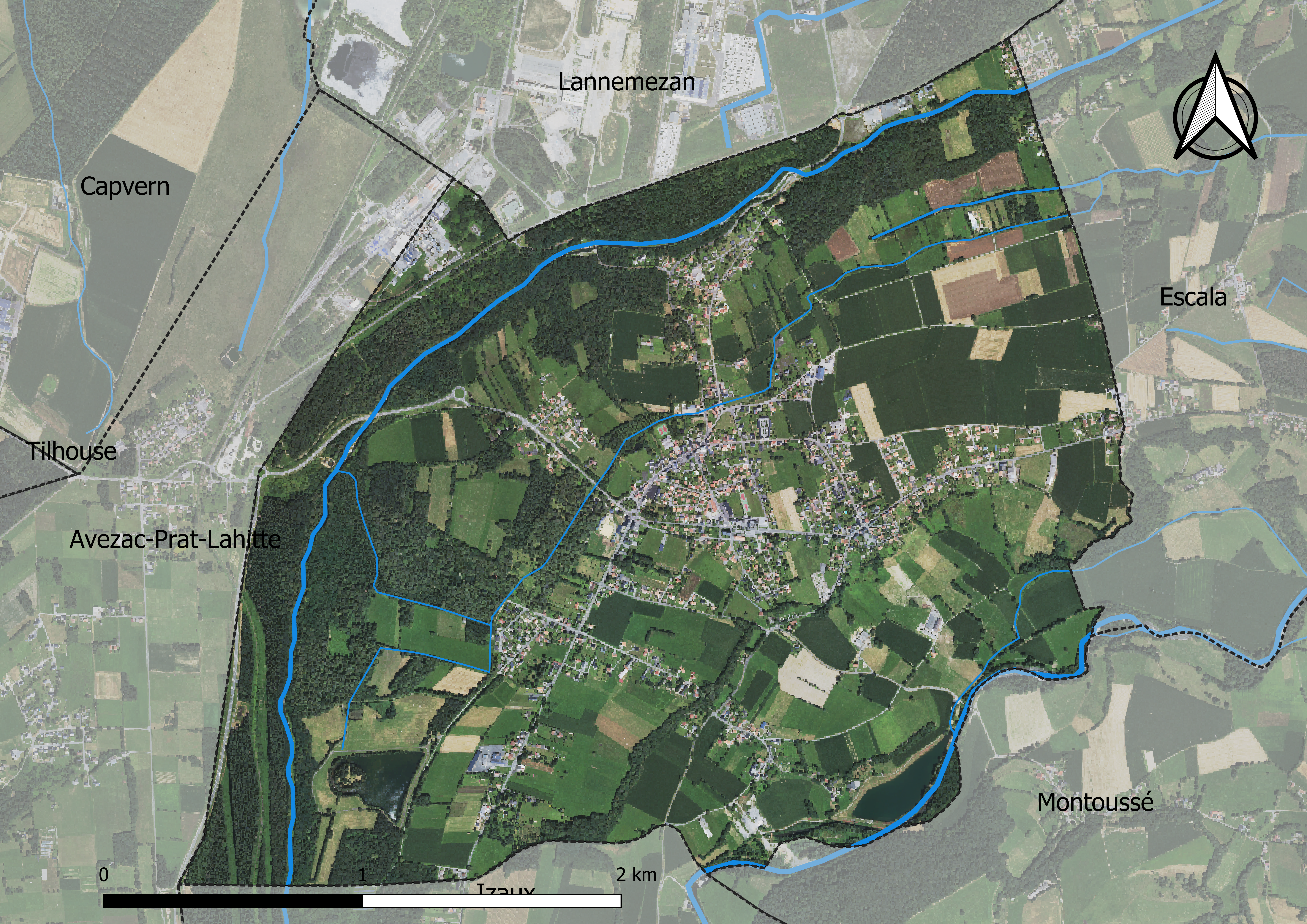
Carte orthophotogrammétrique de la commune.

### Logement
En 2012, le nombre total de logements dans la commune est de 621.

Parmi ces logements, 88,4 % sont des résidences principales, 7,4 % des résidences secondaires et 4,2 % des logements vacants.

### Voies de communication et transports
Cette commune est desservie par les routes départementales D 929, D 938.

### Risques majeurs
Le territoire de la commune de La Barthe-de-Neste est vulnérable à différents aléas naturels : météorologiques (tempête, orage, neige, grand froid, canicule ou sécheresse), inondations, feux de forêts, mouvements de terrains et séisme (sismicité moyenne). Il est également exposé à trois risques technologiques,  le transport de matières dangereuses et  le risque industriel et la rupture d'un barrage, et à un risque particulier : le risque de radon. Un site publié par le BRGM permet d'évaluer simplement et rapidement les risques d'un bien localisé soit par son adresse soit par le numéro de sa parcelle.

#### Risques naturels
Certaines parties du territoire communal sont susceptibles d’être affectées par le risque d’inondation par débordement de cours d'eau, notamment le Neste et le canal de la Neste. La cartographie des zones inondables en ex-Midi-Pyrénées réalisée dans le cadre du XIe Contrat de plan État-région, visant à informer les citoyens et les décideurs sur le risque d’inondation, est accessible sur le site de la DREAL Occitanie. La commune a été reconnue en état de catastrophe naturelle au titre des dommages causés par les inondations et coulées de boue survenues en 1982, 1999, 2001, 2009, 2013 et 2021,.
La Barthe-de-Neste est exposée au risque de feu de forêt. Un plan départemental de protection des forêts contre les incendies a été approuvé par arrêté préfectoral le 21 avril 2020 pour la période 2020-2029. Le précédent couvrait la période 2007-2017. L’emploi du feu est régi par deux types de réglementations. D’abord le code forestier et l’arrêté préfectoral du 27 octobre 2014, qui réglementent l’emploi du feu à moins de 200 m des espaces naturels combustibles sur l’ensemble du département. Ensuite celle établie dans le cadre de la lutte contre la pollution de l’air, qui interdit le brûlage des déchets verts des particuliers. L’écobuage est quant à lui réglementé dans le cadre de commissions locales d’écobuage (CLE)

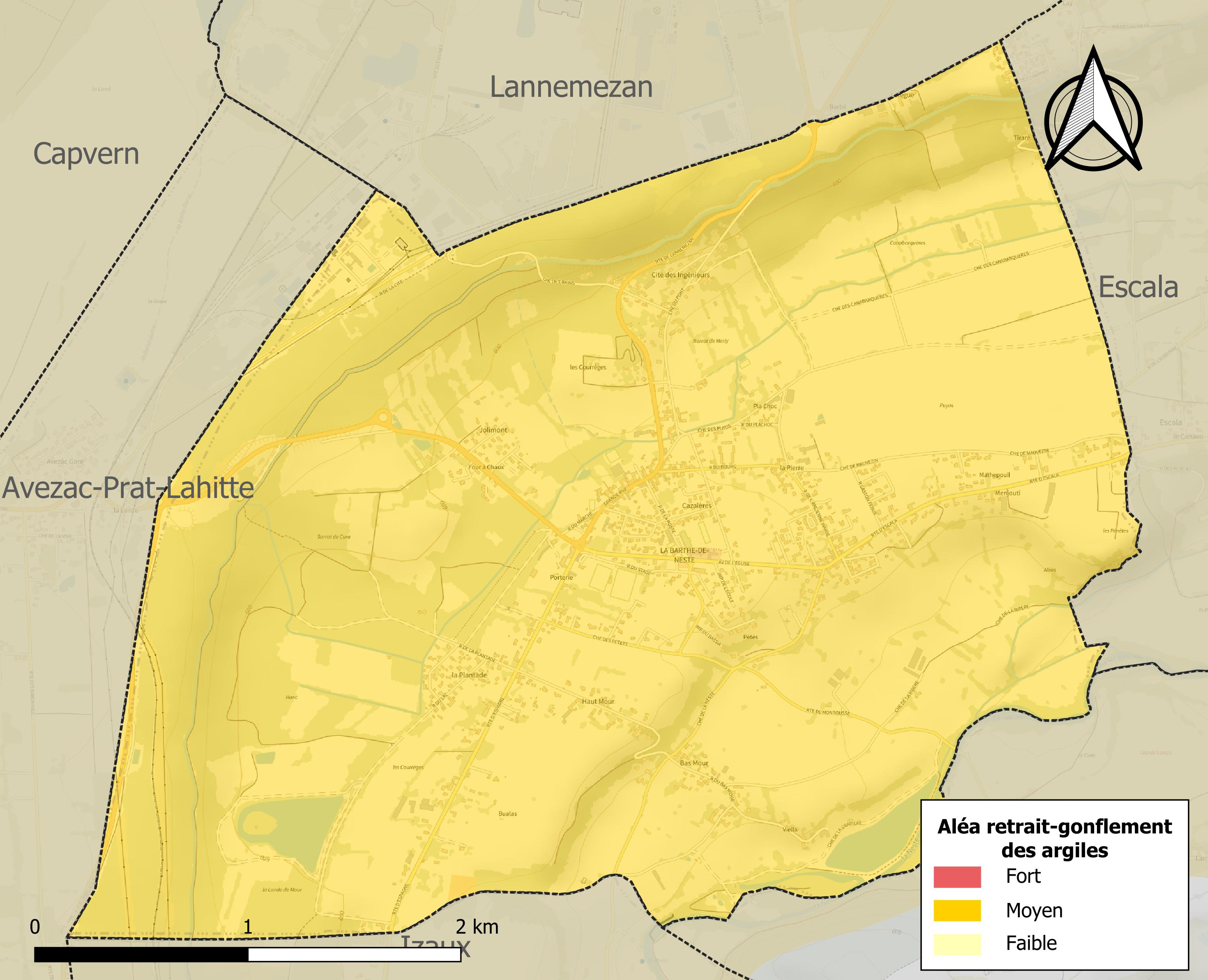
Carte des zones d'aléa retrait-gonflement des sols argileux de La Barthe-de-Neste.

Les mouvements de terrains susceptibles de se produire sur la commune sont des tassements différentiels.
Le retrait-gonflement des sols argileux est susceptible d'engendrer des dommages importants aux bâtiments en cas d’alternance de périodes de sécheresse et de pluie. La totalité de la commune est en aléa moyen ou fort (44,5 % au niveau départemental et 48,5 % au niveau national). Sur les 607 bâtiments dénombrés sur la commune en 2019, 607 sont en aléa moyen ou fort, soit 100 %, à comparer aux 75 % au niveau départemental et 54 % au niveau national. Une cartographie de l'exposition du territoire national au retrait gonflement des sols argileux est disponible sur le site du BRGM,.
Par ailleurs, afin de mieux appréhender le risque d’affaissement de terrain, l'inventaire national des cavités souterraines permet de localiser celles situées sur la commune.
Concernant les mouvements de terrains, la commune a été reconnue en état de catastrophe naturelle au titre des dommages causés par des mouvements de terrain en 1999 et 2013.

#### Risques technologiques
La commune est exposée au risque industriel du fait de la présence sur son territoire d'une entreprise soumise à la directive européenne SEVESO.
Le risque de transport de matières dangereuses sur la commune est lié à sa traversée par une ligne de chemin de fer et une canalisation de transport d'hydrocarbures. Un accident se produisant sur de telles infrastructures est susceptible d’avoir des effets graves sur les biens, les personnes ou l'environnement, selon la nature du matériau transporté. Des dispositions d’urbanisme peuvent être préconisées en conséquence.
La commune est en outre située en aval d'un barrage de classe A. À ce titre elle est susceptible d’être touchée par l’onde de submersion consécutive à la rupture de cet ouvrage.

#### Risque particulier
Dans plusieurs parties du territoire national, le radon, accumulé dans certains logements ou autres locaux, peut constituer une source significative d’exposition de la population aux rayonnements ionisants. Certaines communes du département sont concernées par le risque radon à un niveau plus ou moins élevé. Selon la classification de 2018, la commune de La Barthe-de-Neste est classée en zone 2, à savoir zone à potentiel radon faible mais sur lesquelles des facteurs géologiques particuliers peuvent faciliter le transfert du radon vers les bâtiments.

## Toponymie

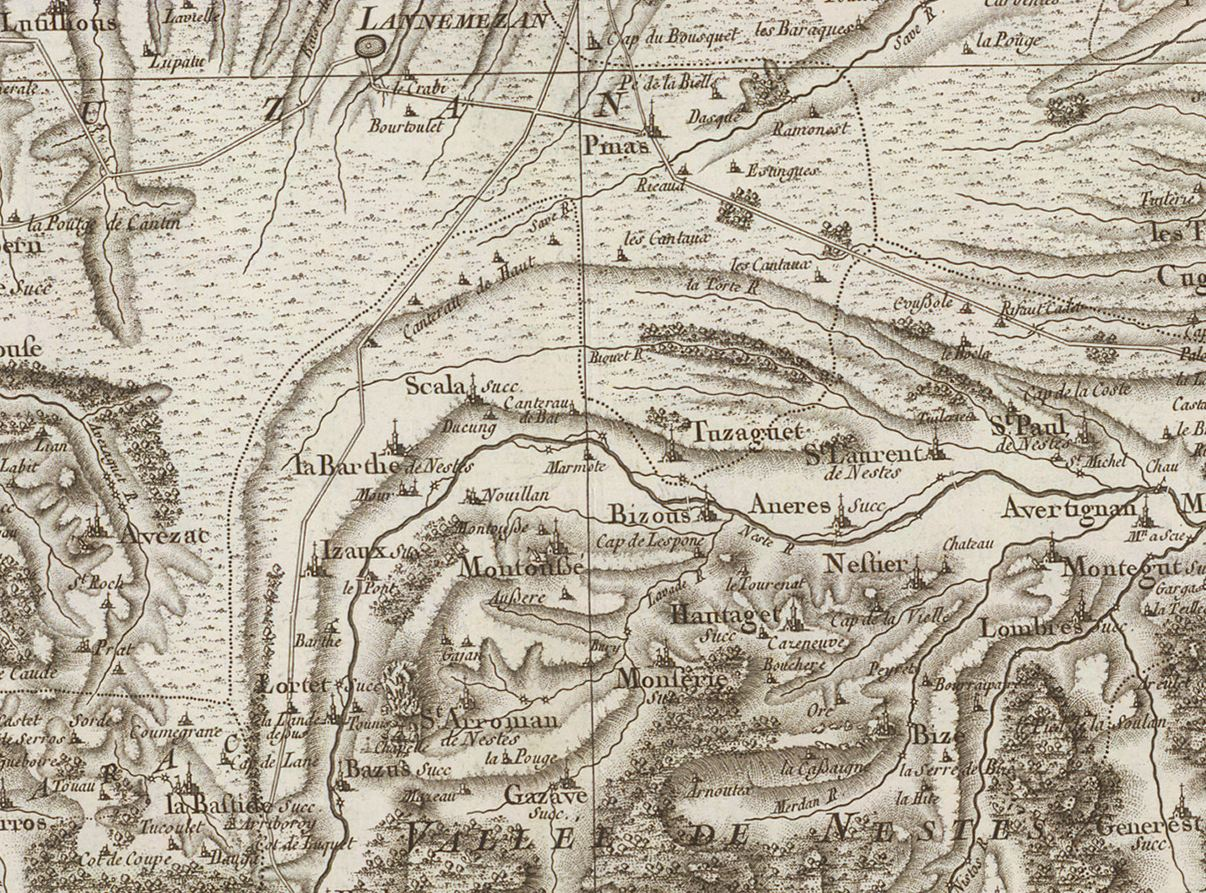
Extrait de la carte de Cassini (entre 1756 et 1789) situant La Barthe-de-Neste au sud de Lannemezan.

On trouvera les principales informations dans le Dictionnaire toponymique des communes des Hautes-Pyrénées de Michel Grosclaude et Jean-François Le Nail qui rapporte les dénominations historiques du village :
Dénominations historiques :
- Guilhermus Dati vicecomes Siluensis, latin (1022, Marca, Histoire Béarn) ;
- Sancii de Barta, Sancii de La Barta, latin et gascon (1083, cartulaire de Bigorre) ;
- a vicecomite de Siluis, latin (v. 110, Fors Bigorre) ;
- vicecomitis de Barta, latin et gascon (1140-1141, ctes Bonnefont) ;
- Sancio de Labarta, Auarchet de La Bartha (v. 1180, cartulaires Bigorre) ;
- Sancius de Labarta, latin et gascon (1191 n.st., actes Bonnefont ; etc.) ;
- Labarthe de Nestès (1614, Guillaume Mauran).1 ;
- Labarthe en Nestes (1739, registres paroissiaux) ;
- La Barte de Nestés (1767, Larcher, cartulaire du Comminges) ;
- Labarthe (1790, Département 1) ;
- la Barthe-de-Nestes (fin XVIIIe siècle, carte de Cassini).

Étymologie : mot gascon barta (= lande parsemée de broussailles et d’arbustes, souvent en bordure de cours d’eau).
Nom occitan : La Barta de Nestés.

## Histoire

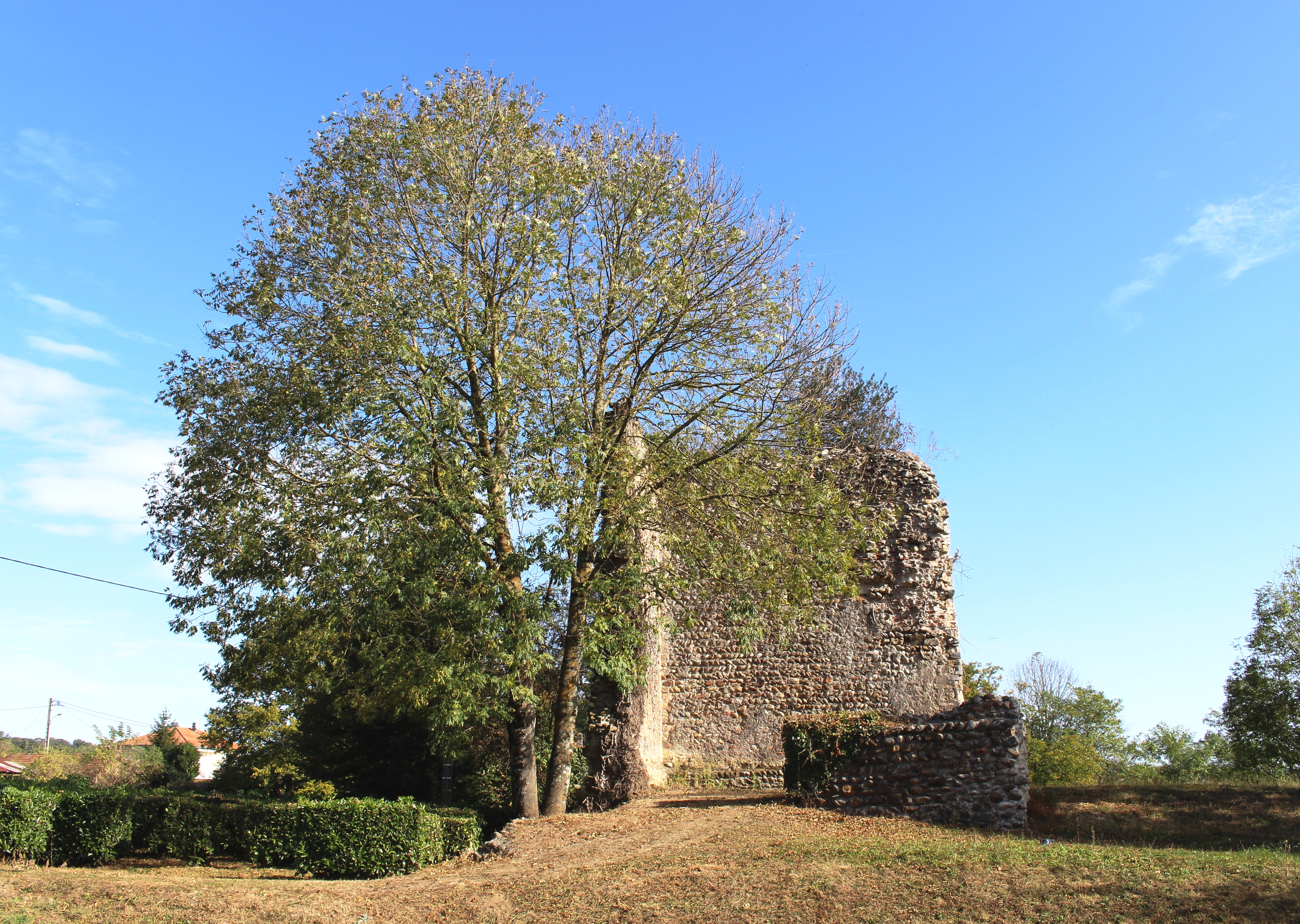
L'ancien château en 2014.

### Les vicomtes de Labarthe
À l'origine, La Barthe-de-Neste était érigée en vicomté. La famille vicomtale semble un rameau cadet des vicomtes/comtes d'Aure issus d'Auriol/Auréol (vers 915-950), premier seigneur d'Aure connu : il était sans doute le premier époux de Faquilène/Gersende d'Astarac, le gendre d'Arnaud Ier Garcie de Gascogne comte d'Astarac, et le beau-frère d'Arnaud II.
Ses successeurs en Labarthe sont Dat Auriol (père de Guillaume Dat) et Mansion Auriol, fl. vers l'an mil, deux frères, possibles fils cadets d'Auriol d'Aure et Faquilène (leurs frères aînés seraient Guillaume Auriol, Garcia Auriol et Arnaud Auriol d'Aure ; leur demi-frère cadet serait Louis comte de Bigorre, Faquilène s'étant remariée avec Ramon Dat comte de Bigorre). En tout cas, on trouverait ensuite comme vicomtes de Labarthe : Auriol Manse († vers 1065), fils de Mansion Auriol († vers 1020) < père de Sanche Ier Auriol († vers 1085) < Auger († vers 1140) < Espain († vers 1160) < Odon († vers 1185) < Sanche II (fl. vers 1180), et son frère Arnaud-Guillaume/Guilhem Ier († vers 1225) < Sanche III († vers 1235 ; fils d'Arnaud-Guillaume), x Mathilde de Comminges < Arnaud-Guillaume/Guilhem II († vers 1260), x 1235 la fille héritière de Bernard comte d'Aure < parents de Véronique (x Arnaud-Bernard d'Armagnac-Fézensaguet, frère cadet de Géraud VI d'Armagnac ; sans postérité) ; et de Brunissende de Labarthe, héritière de Labarthe et d'Aure, qui transmet la vicomté de Labarthe et le comté d'Aure à son mari Bertrand Ier de Fumel, d'où Arnaud-Guilhem III et la suite des vicomtes de Labarthe, comtes d'Aure, avec son fils Géraud et son petit-fils Jean de Labarthe-Fumel, dernier comte et vicomte de la dynastie, mort le 5 octobre 1398 en léguant ses biens au connétable Bernard VII d'Armagnac, arrière-arrière-petit-fils de Géraud VI ci-dessus : voir l'article Quatre-Vallées.
La Barthe fut chef-lieu de district de 1790 à 1795.

### Cadastre napoléonien de La Barthe-de-Neste
Le plan cadastral napoléonien de La Barthe-de-Neste est consultable sur le site des Archives départementales des Hautes-Pyrénées

## Politique et administration

### Liste des maires

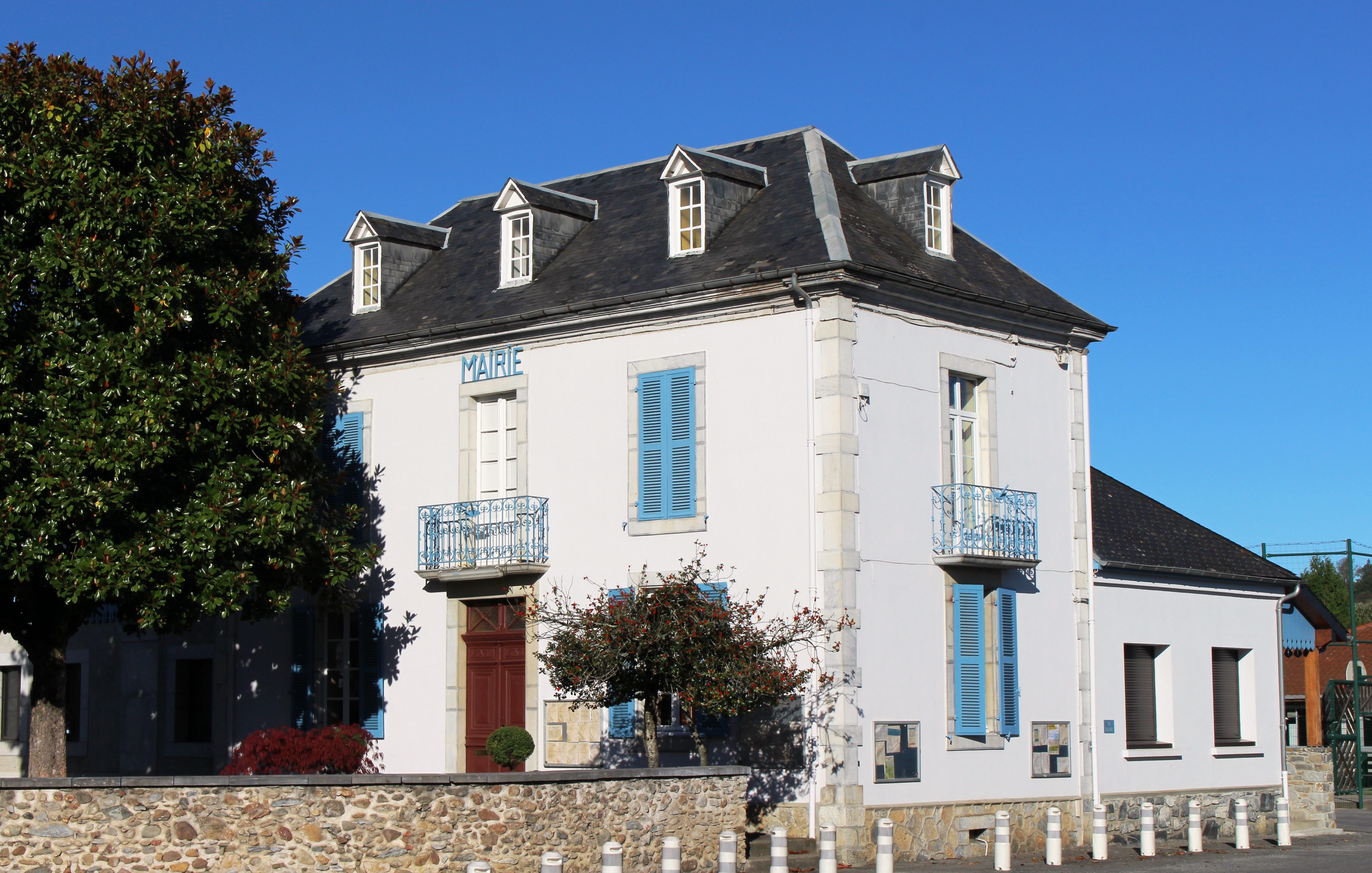
La mairie en 2017.

| Période                                  | Période                   | Identité        | Étiquette | Qualité                                                        |
| ---------------------------------------- | ------------------------- | --------------- | --------- | -------------------------------------------------------------- |
| avant 1962                               | ?                         | Antoine Corrège | Radical   | Agriculteur, négociant, conseiller général                     |
| Les données manquantes sont à compléter. |                           |                 |           |                                                                |
|                                          |                           |                 |           |                                                                |
| mars 1989                                | février 2019              | Maurice Loudet  | PS        | Conseiller général du canton de La Barthe-de-Neste (1994-2015) |
| 22 février 2019                          | En cours (au 8 juin 2020) | Philippe Solaz  |           |                                                                |

### Rattachements administratifs et électoraux

#### Historique administratif
Sénéchaussée d'Auch, pays des Quatre-Vallées, Vallée de Nestès, baronnie de Labarthe, chef-lieu canton de La Barthe-de-Neste (depuis 1790). Réunie à Mour en 1808 (?), prend le nom de La Barthe-de-Neste en 1889.

#### Intercommunalité
La Barthe-de-Neste appartient à la communauté de communes du Plateau de Lannemezan Neste-Baronnies-Baïses créée en janvier 2017 et qui réunit 57 communes.

### Services publics
La commune de La Barthe-de-Neste dispose d'une agence postale.

## Population et société

### Démographie

#### Évolution démographique
| 1793 | 1800 | 1806 | 1821 | 1831 | 1836 | 1841 | 1846 | 1851 |
| ---- | ---- | ---- | ---- | ---- | ---- | ---- | ---- | ---- |
| 420  | 358  | 448  | 592  | 732  | 770  | 777  | 784  | 825  |

| 1856 | 1861 | 1866 | 1872 | 1876 | 1881 | 1886 | 1891 | 1896 |
| ---- | ---- | ---- | ---- | ---- | ---- | ---- | ---- | ---- |
| 810  | 800  | 812  | 800  | 856  | 921  | 799  | 695  | 679  |

| 1901 | 1906 | 1911 | 1921 | 1926 | 1931 | 1936 | 1946 | 1954 |
| ---- | ---- | ---- | ---- | ---- | ---- | ---- | ---- | ---- |
| 568  | 554  | 545  | 515  | 556  | 598  | 620  | 716  | 784  |

| 1962  | 1968  | 1975  | 1982  | 1990  | 1999  | 2004  | 2006  | 2009  |
| ----- | ----- | ----- | ----- | ----- | ----- | ----- | ----- | ----- |
| 1 016 | 1 336 | 1 364 | 1 137 | 1 086 | 1 056 | 1 153 | 1 155 | 1 167 |

| 2014  | 2019  | 2022  | - | - | - | - | - | - |
| ----- | ----- | ----- | - | - | - | - | - | - |
| 1 217 | 1 224 | 1 245 | - | - | - | - | - | - |

### Enseignement
La commune dépend de l'académie de Toulouse. Elle dispose d’une école en 2017.

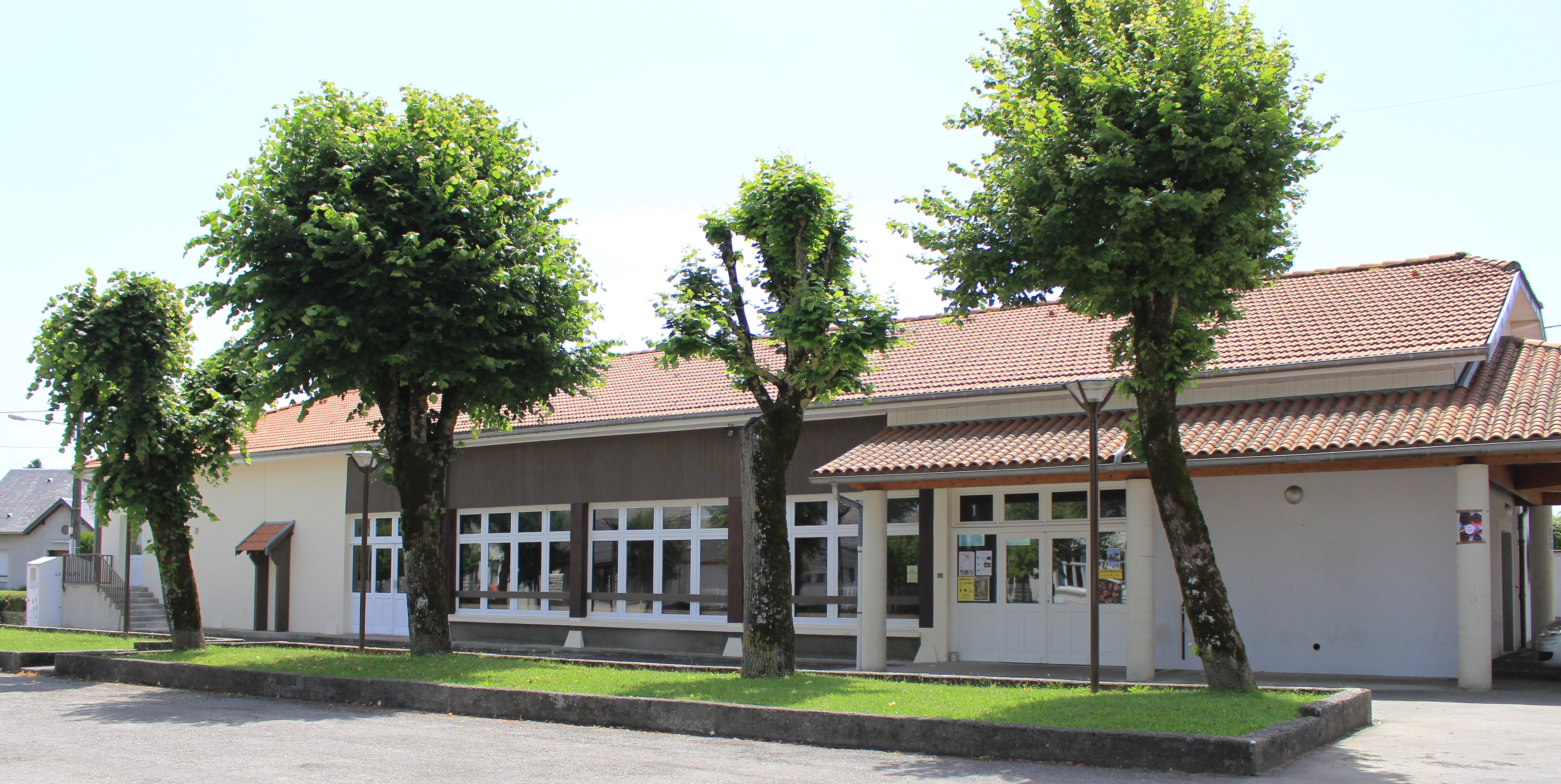
La salle des fêtes en 2019.

- École primaire

### Manifestations culturelles et festivités
- Fête foraine du 14/06 au 17/06

### Sports

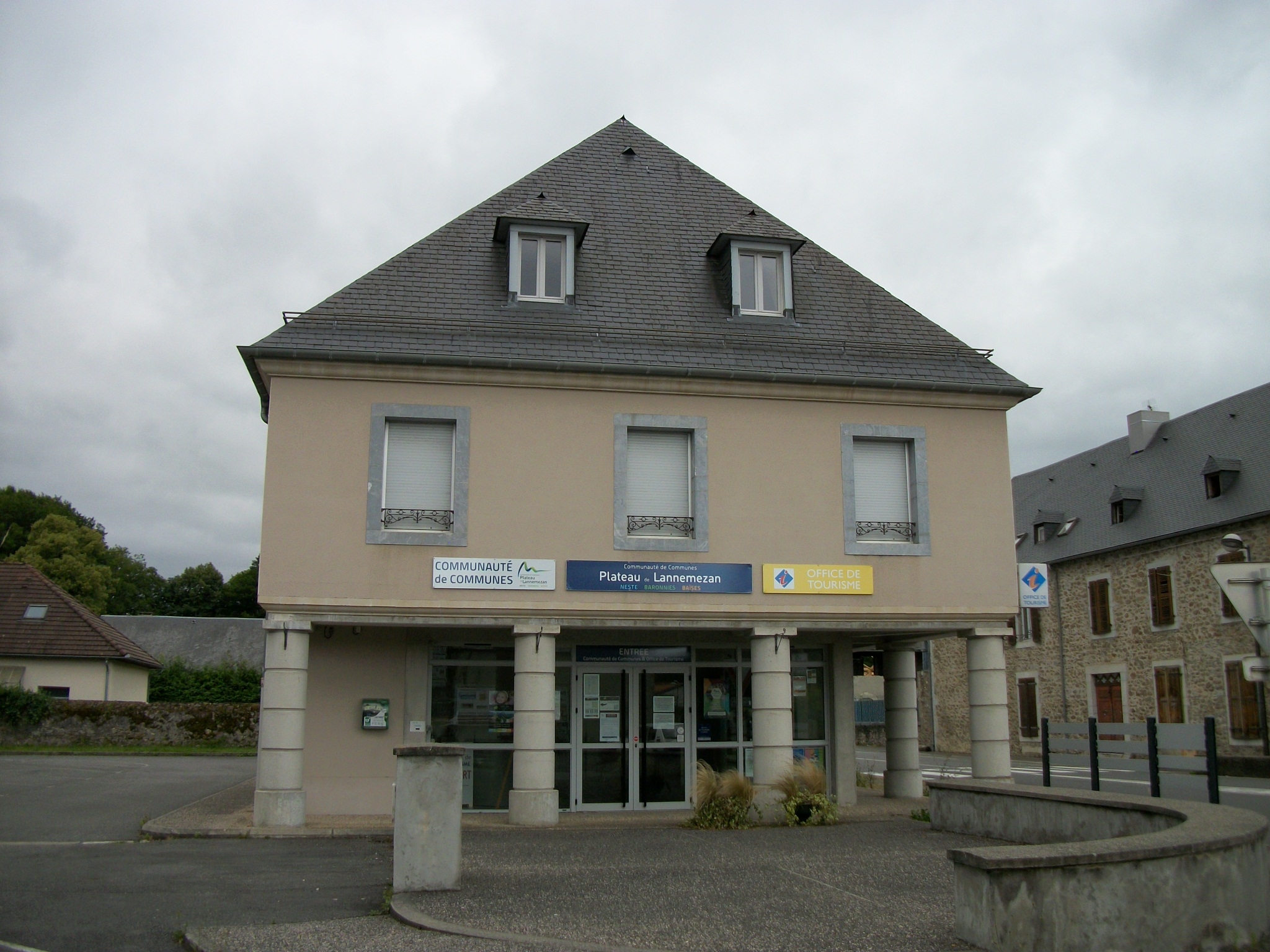
Office du tourisme, communauté des communes et chambre d'agriculture

Club de football, centre d'équestre.

Sélection de vues des équipements sportifs
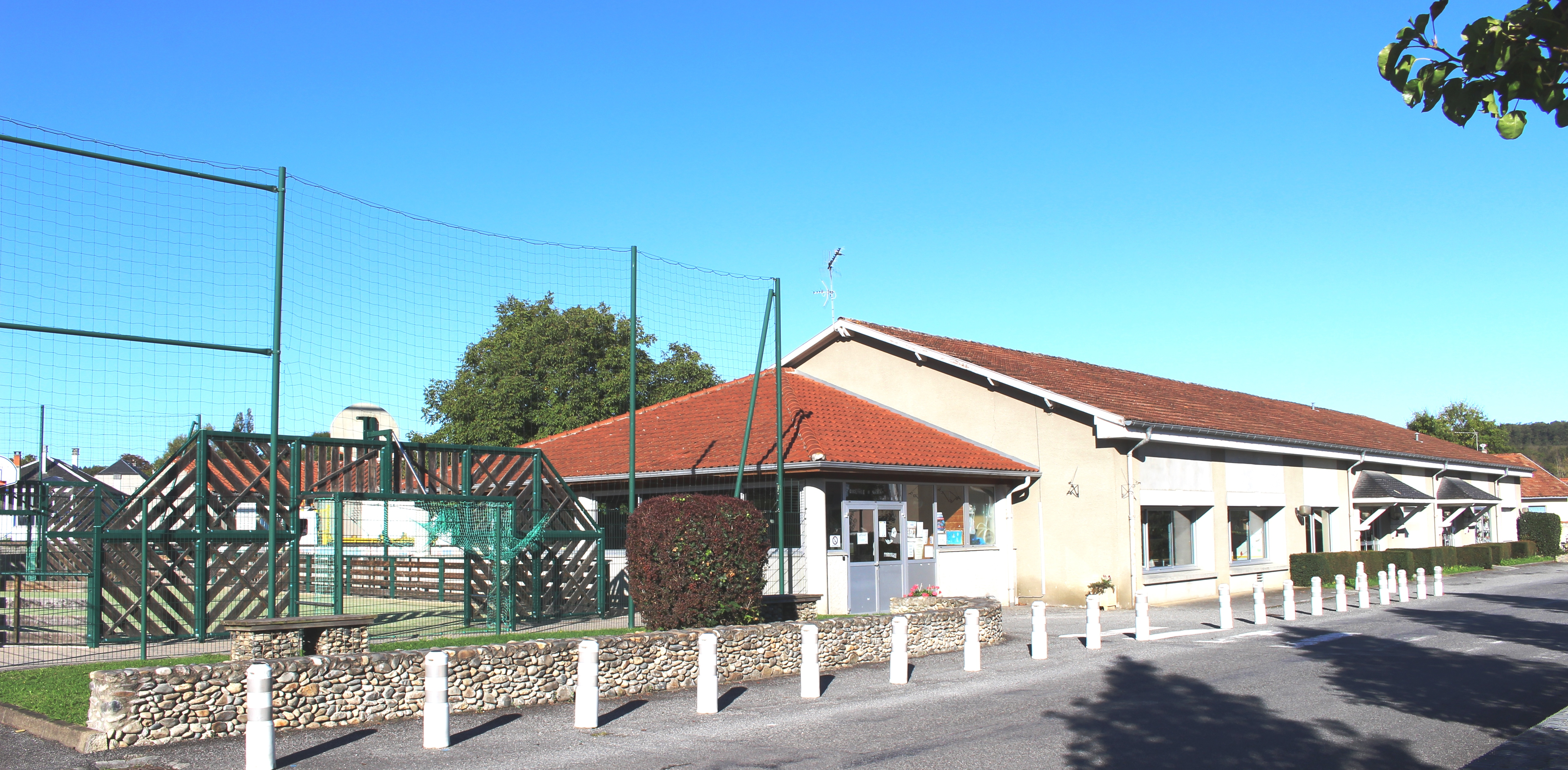
Le centre de loisirs
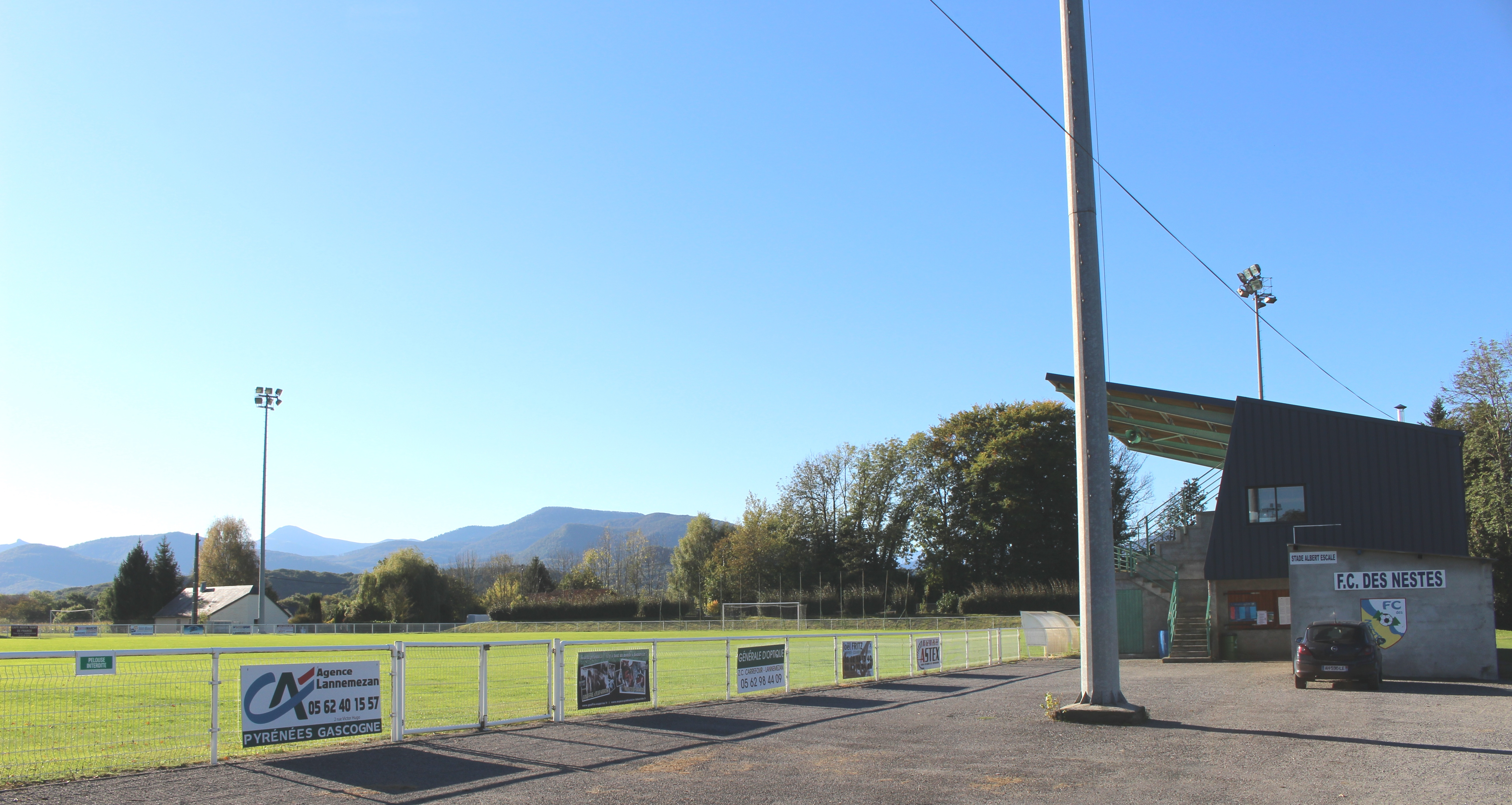
Le stade de football Albert-Escale.
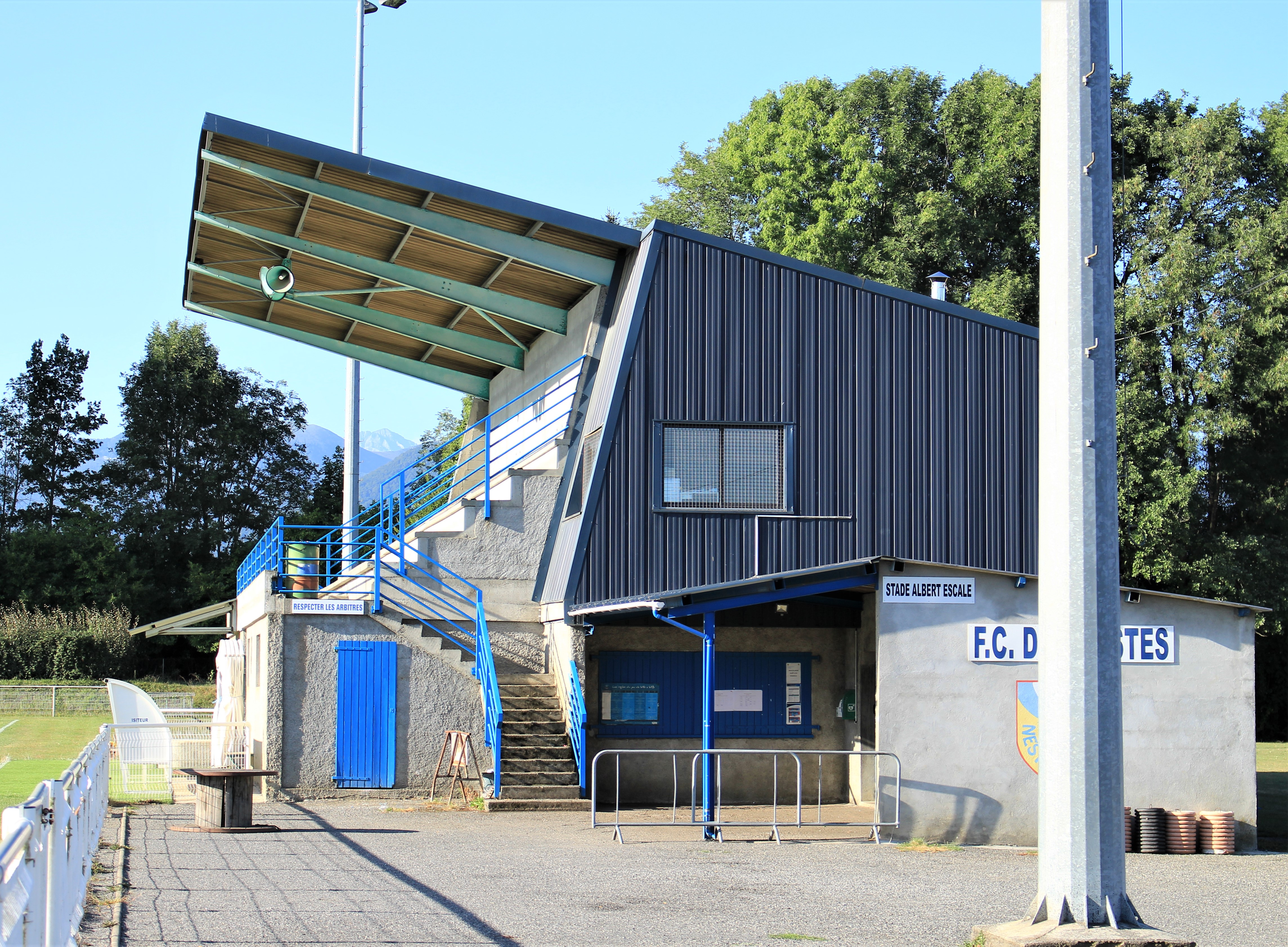
Les tribunes du stade de football.
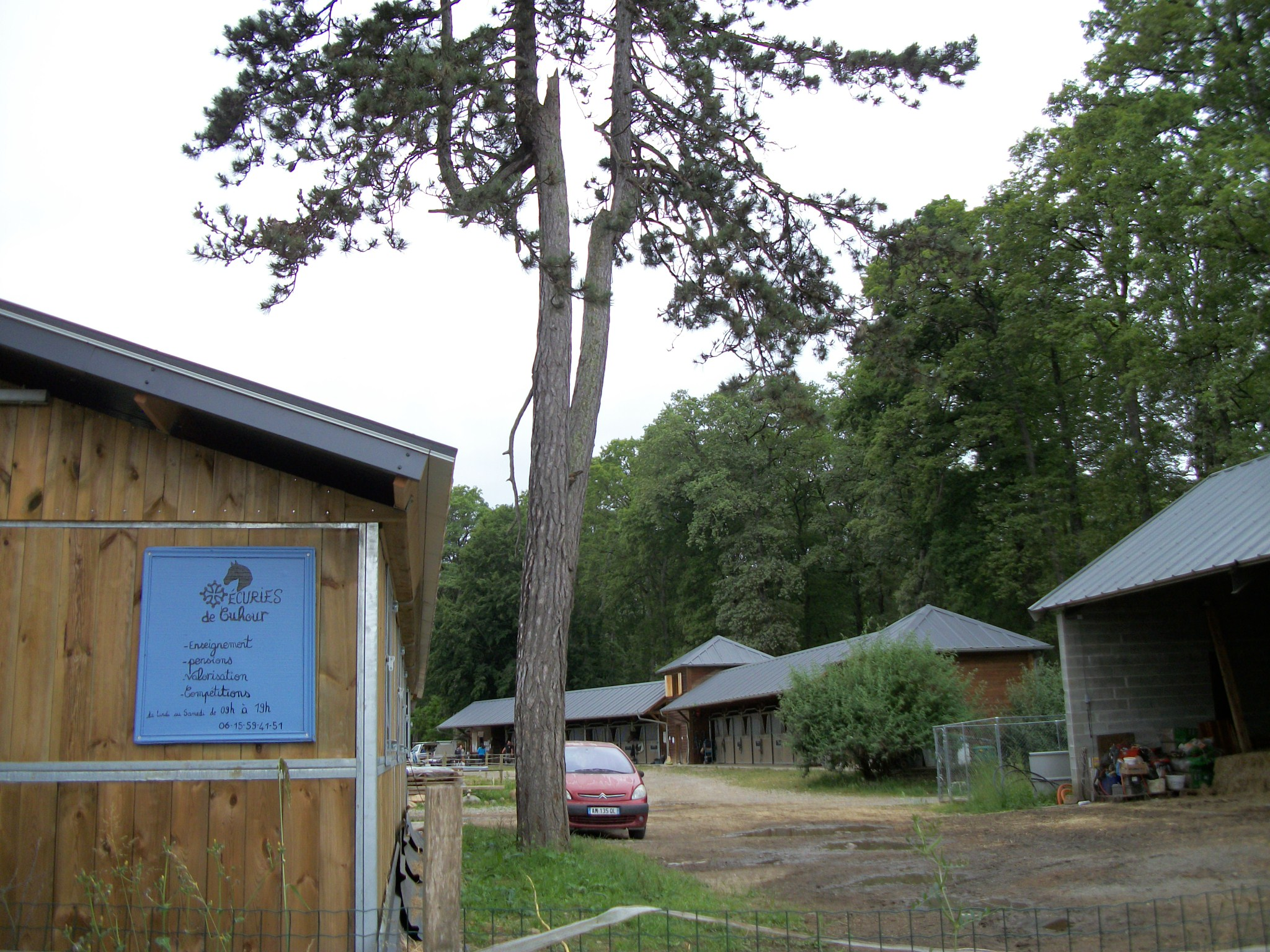
Écuries de Cuhour
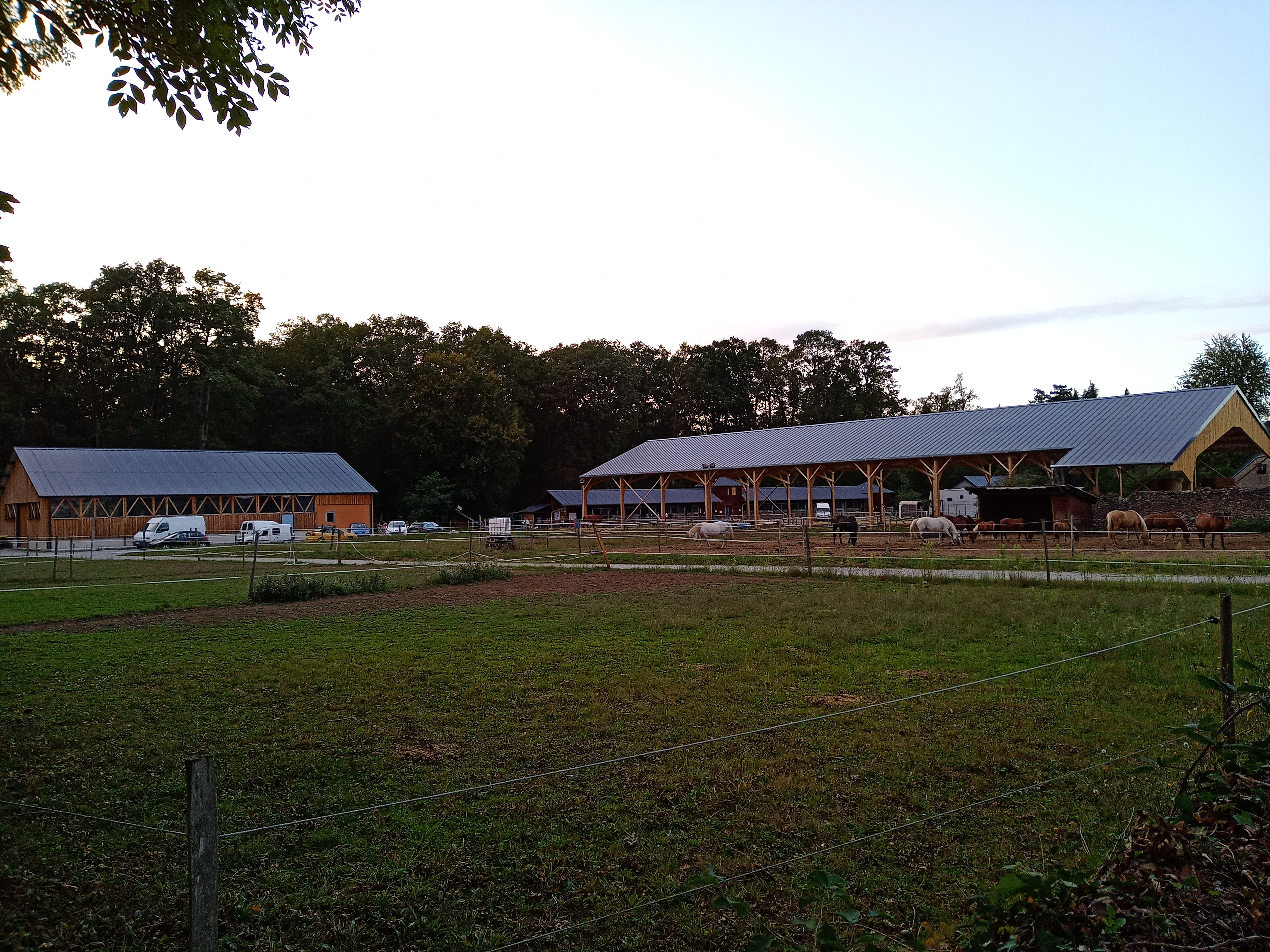
Le centre équestre avec le nouveau hangar

### Cultes

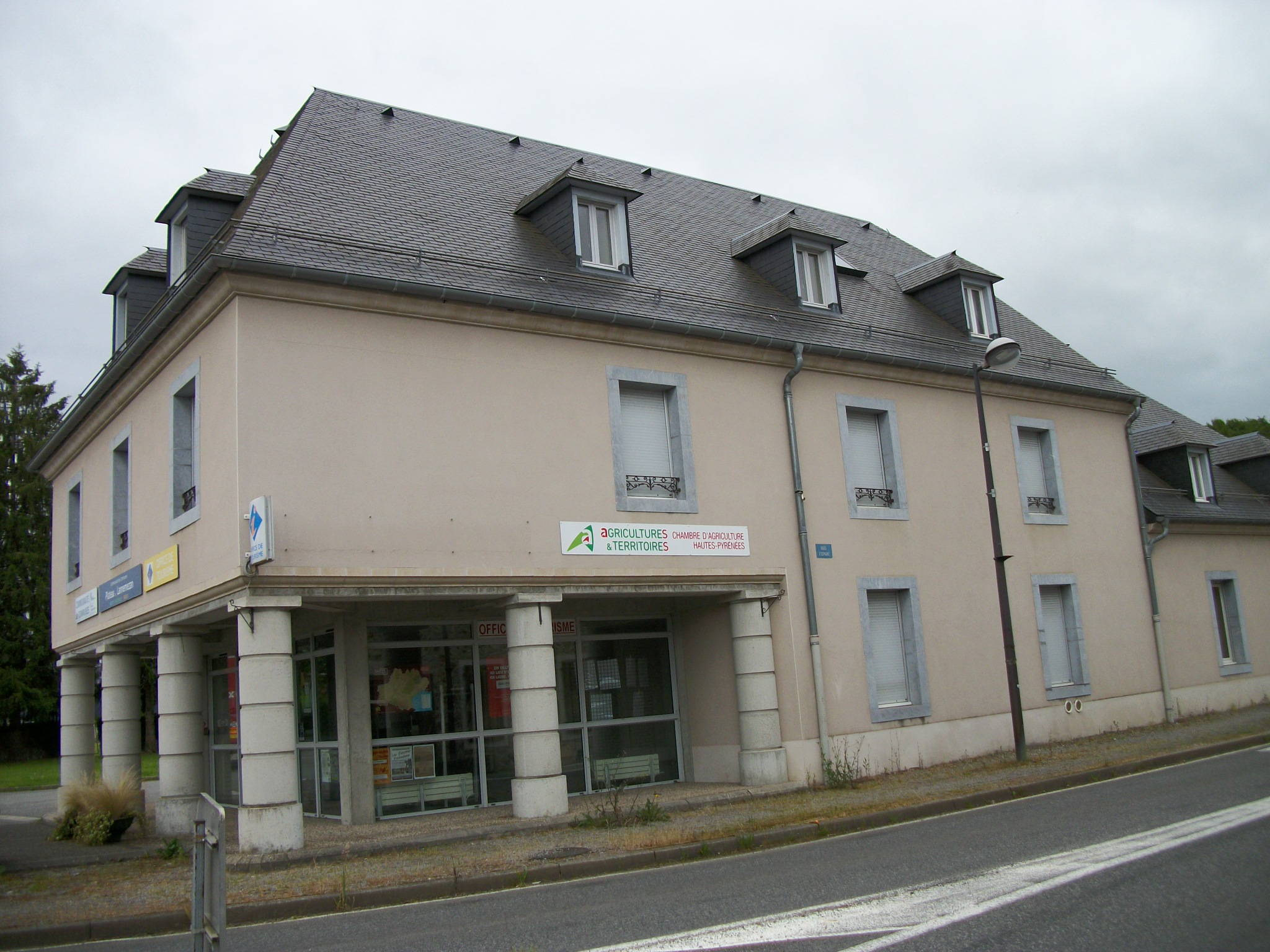
Office du tourisme, communauté des communes et chambre d'agriculture

## Économie

### Revenus
En 2018, la commune compte 538 ménages fiscaux, regroupant 1 202 personnes. La médiane du revenu disponible par unité de consommation est de 21 460 € (20 420 € dans le département).

### Emploi
|                | 2008  | 2013  | 2018  |
| -------------- | ----- | ----- | ----- |
| Commune        | 6 %   | 6,4 % | 6,9 % |
| Département    | 7,7 % | 9,4 % | 9,8 % |
| France entière | 8,3 % | 10 %  | 10 %  |

En 2018, la population âgée de 15 à 64 ans s'élève à 697 personnes, parmi lesquelles on compte 76,6 % d'actifs (69,7 % ayant un emploi et 6,9 % de chômeurs) et 23,4 % d'inactifs,. Depuis 2008, le taux de chômage communal (au sens du recensement) des 15-64 ans est inférieur à celui de la France et du département.
La commune fait partie de la couronne de l'aire d'attraction de Lannemezan, du fait qu'au moins 15 % des actifs travaillent dans le pôle,. Elle compte 300 emplois en 2018, contre 271 en 2013 et 262 en 2008. Le nombre d'actifs ayant un emploi résidant dans la commune est de 496, soit un indicateur de concentration d'emploi de 60,5 % et un taux d'activité parmi les 15 ans ou plus de 52,7 %.
Sur ces 496 actifs de 15 ans ou plus ayant un emploi, 99 travaillent dans la commune, soit 20 % des habitants. Pour se rendre au travail, 88,5 % des habitants utilisent un véhicule personnel ou de fonction à quatre roues, 1 % les transports en commun, 5 % s'y rendent en deux-roues, à vélo ou à pied et 5,4 % n'ont pas besoin de transport (travail au domicile).

## Culture locale et patrimoine

### Lieux et monuments
- Église Saint-Jean-Baptiste de La Barthe-de-Neste.

Sélection de vues de l'église Saint-Jean-Baptiste en 2014.
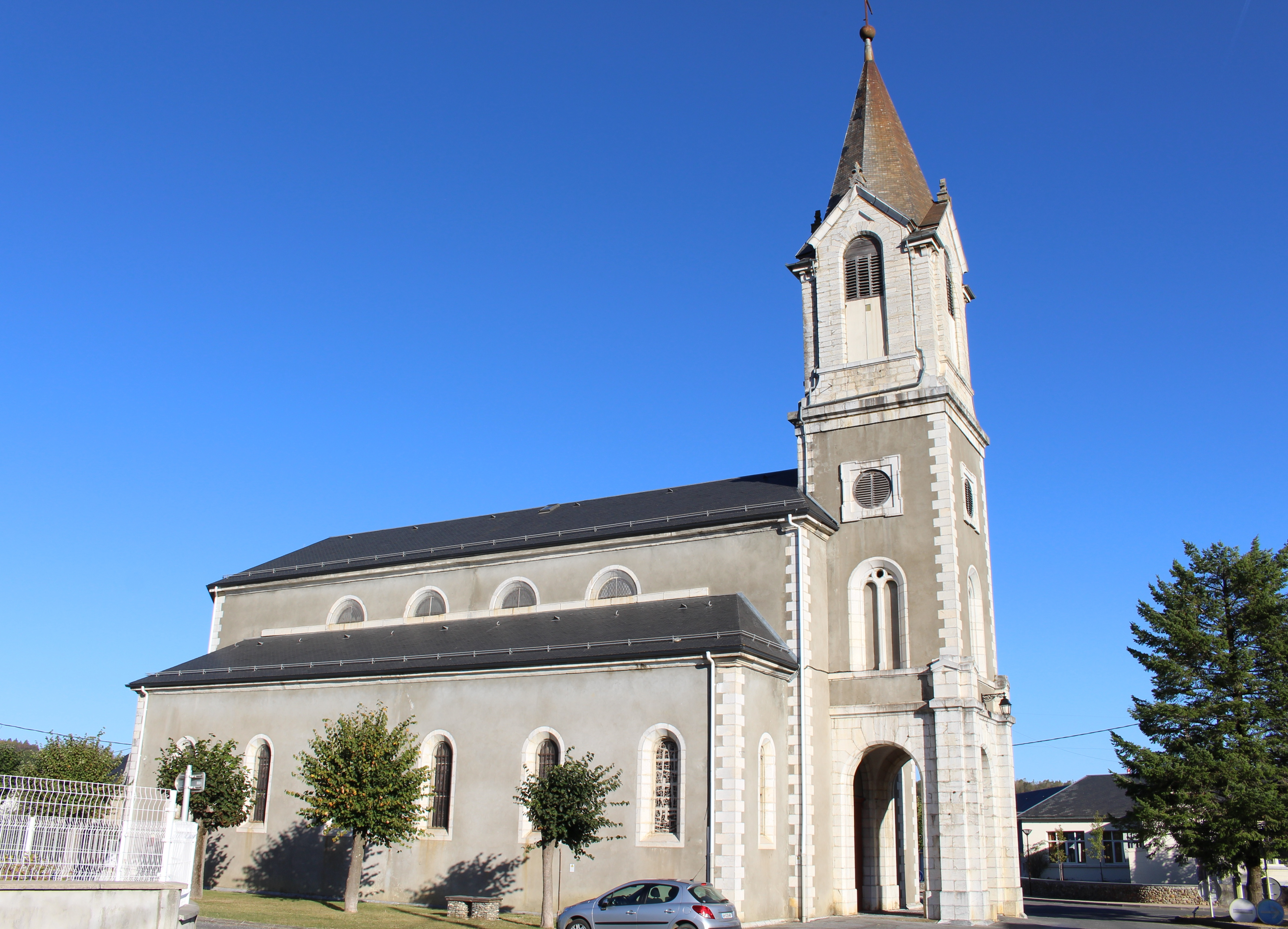
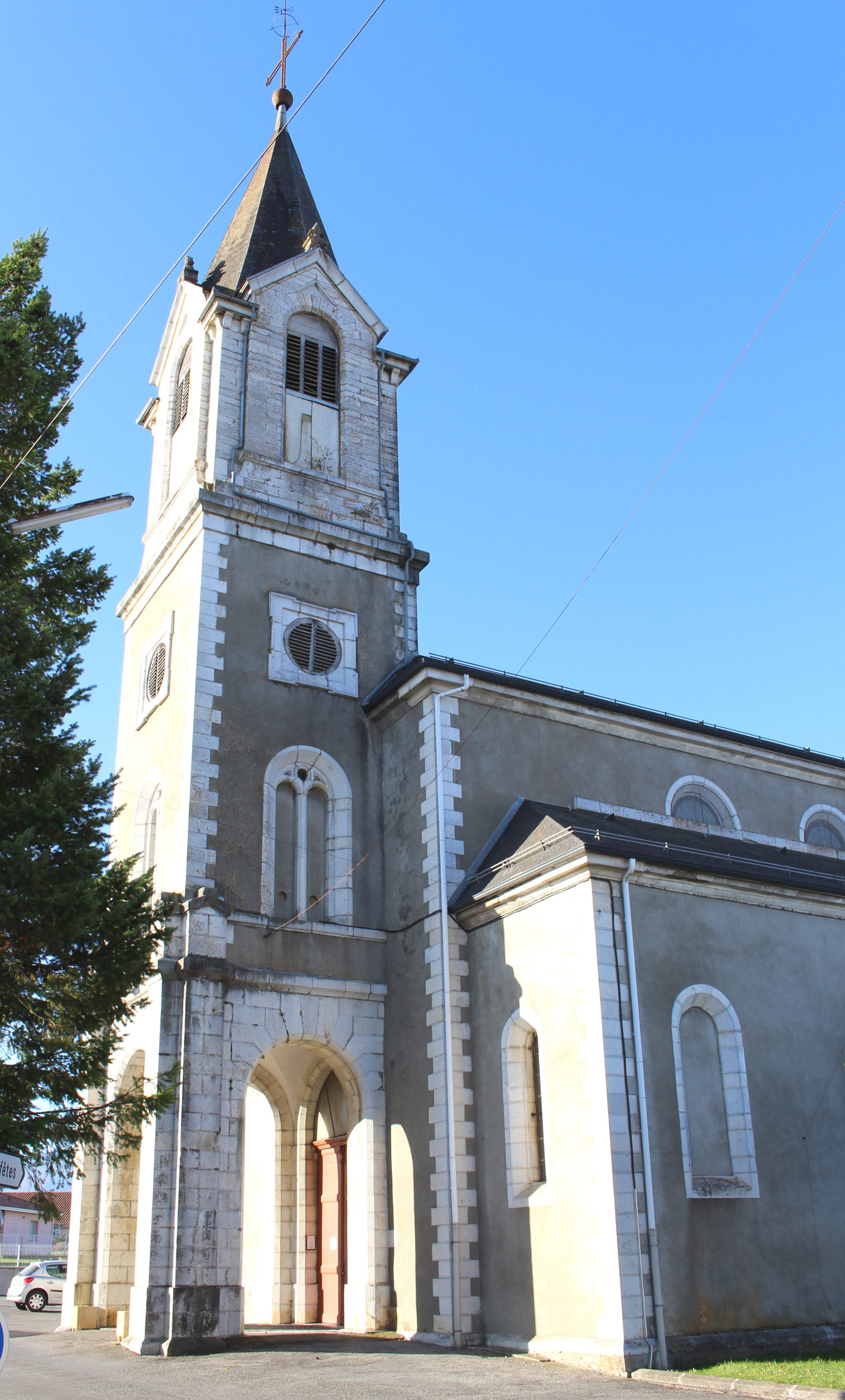
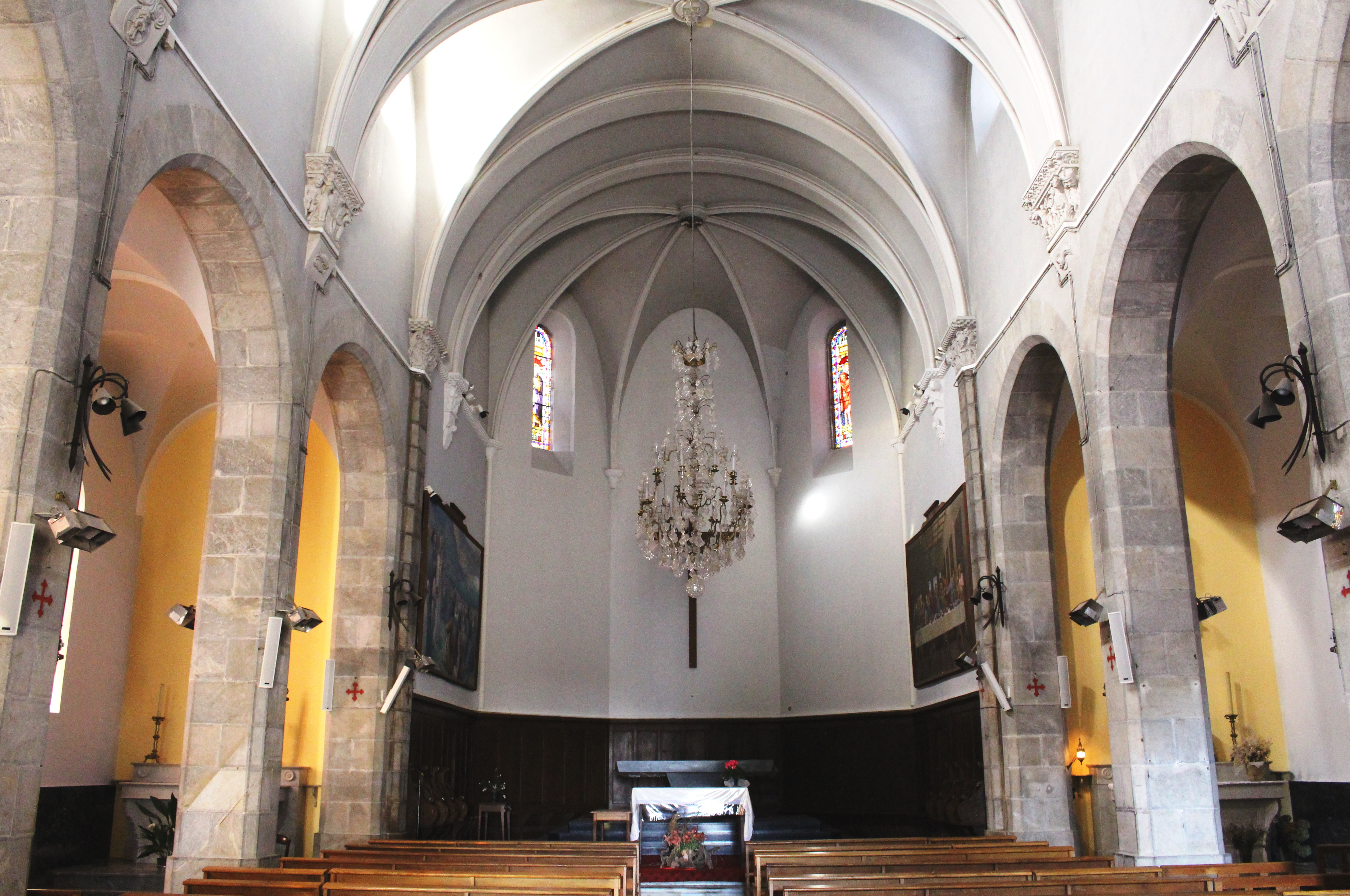

- Chapelle Saint-Barthélémy de Mour.
- Ruines du château de La Barthe.
- Un oratoire de la Vierge Marie.
- Un parc avec des chênes.
- Aire de pique-nique.

Sélection de vues diverses
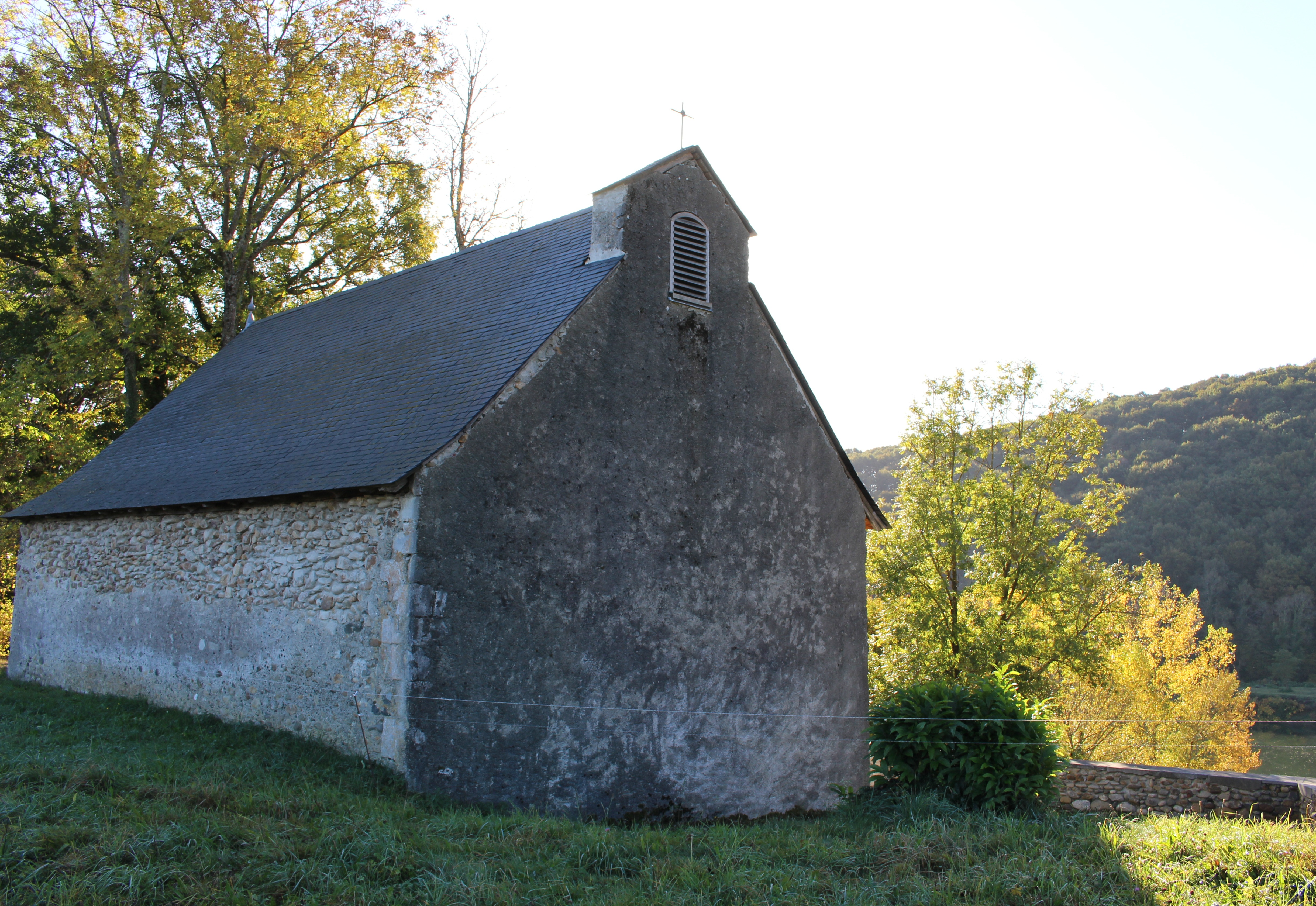
La chapelle Saint-Barthélémy de Mour en 2014.
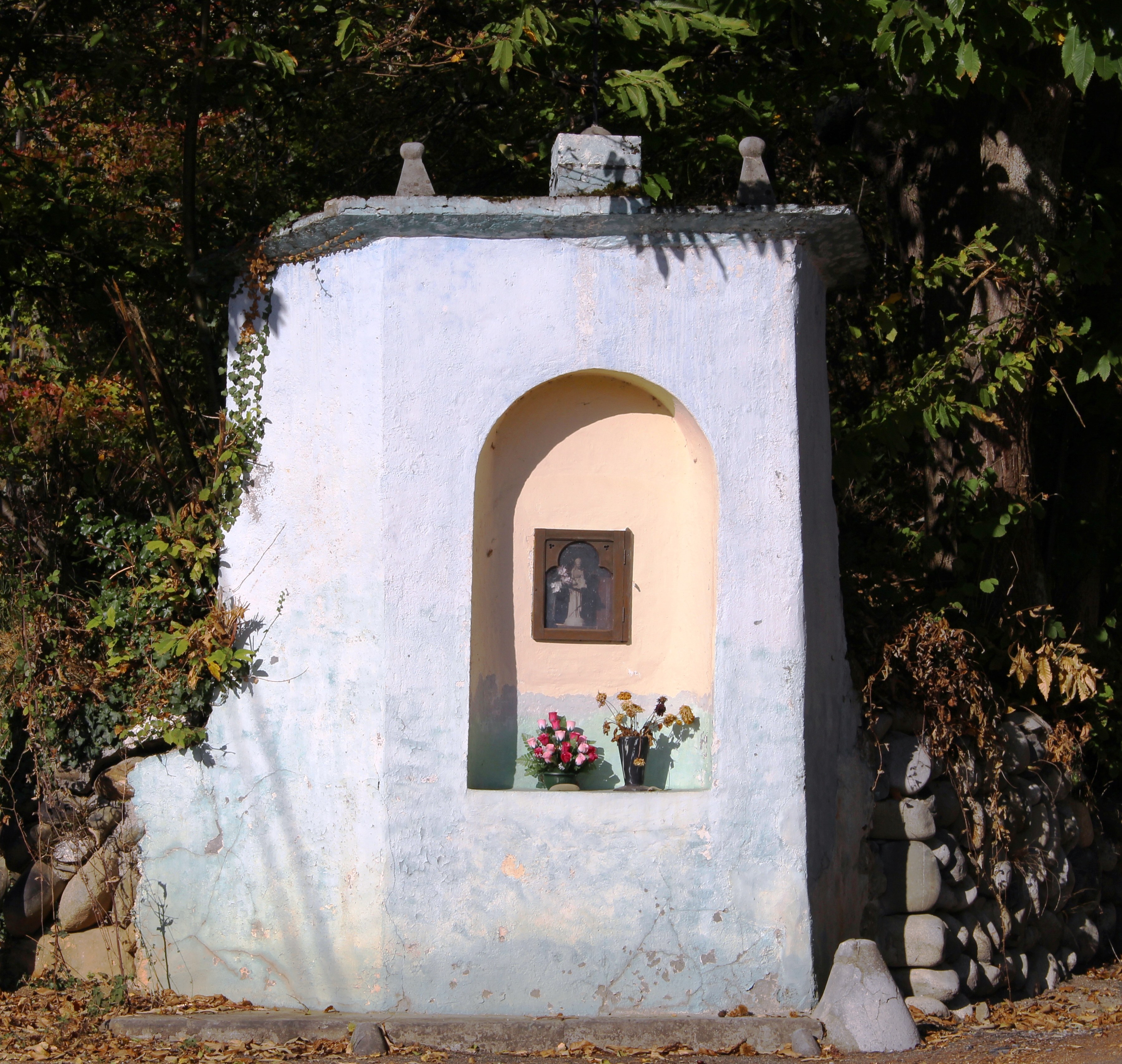
Oratoire de la Vierge Marie.
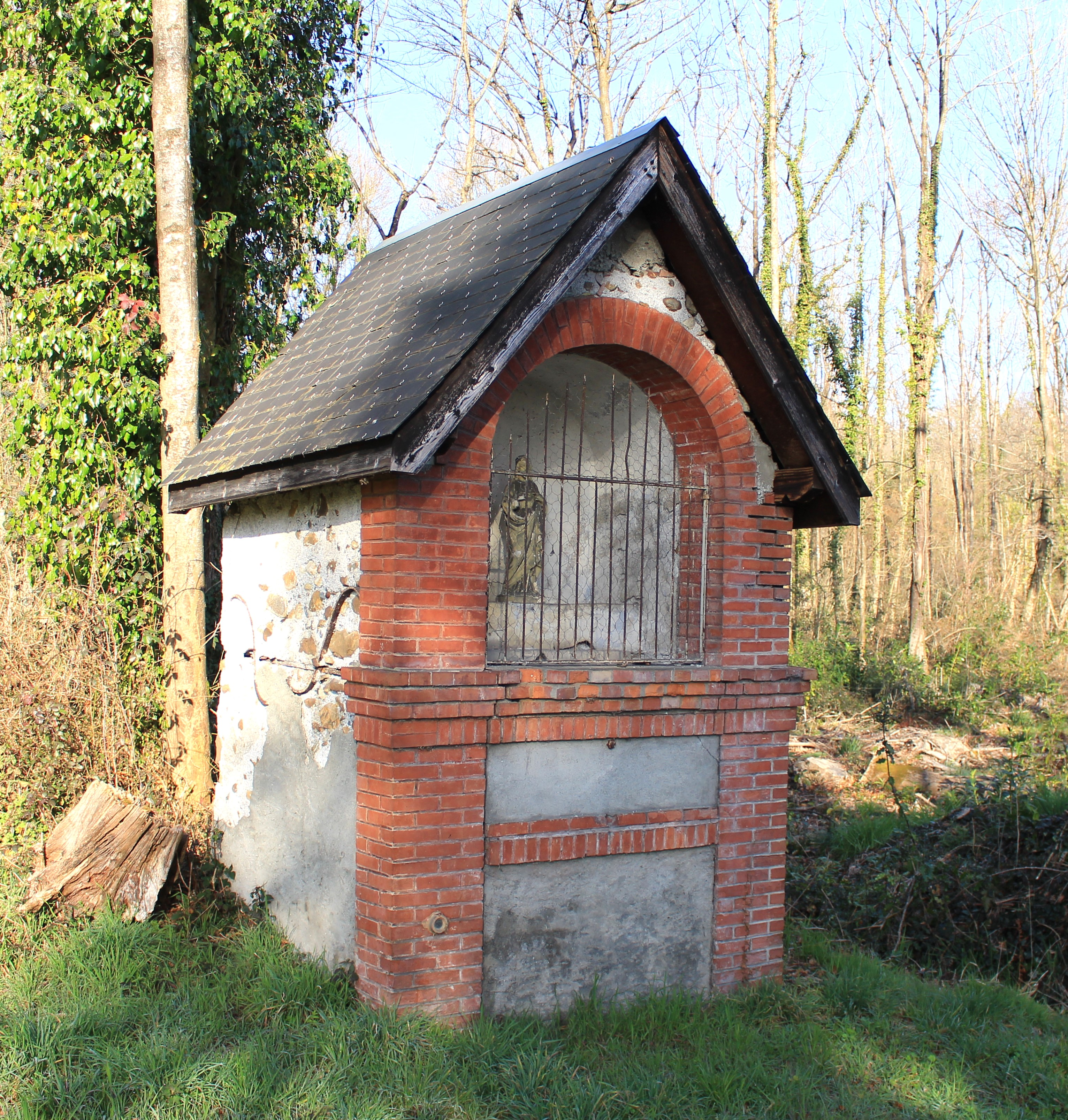
Oratoire.
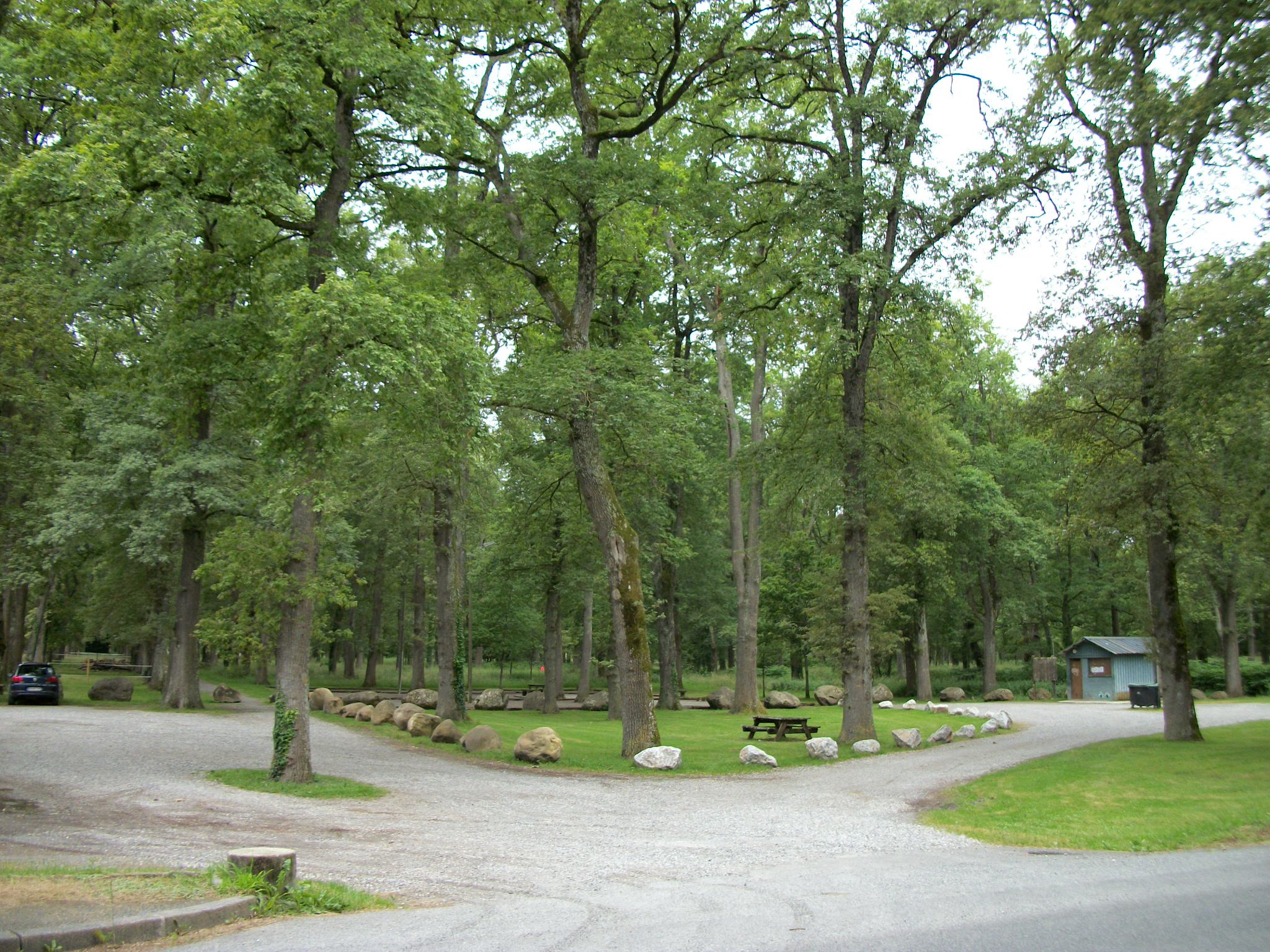
Un parc avec des chênes.
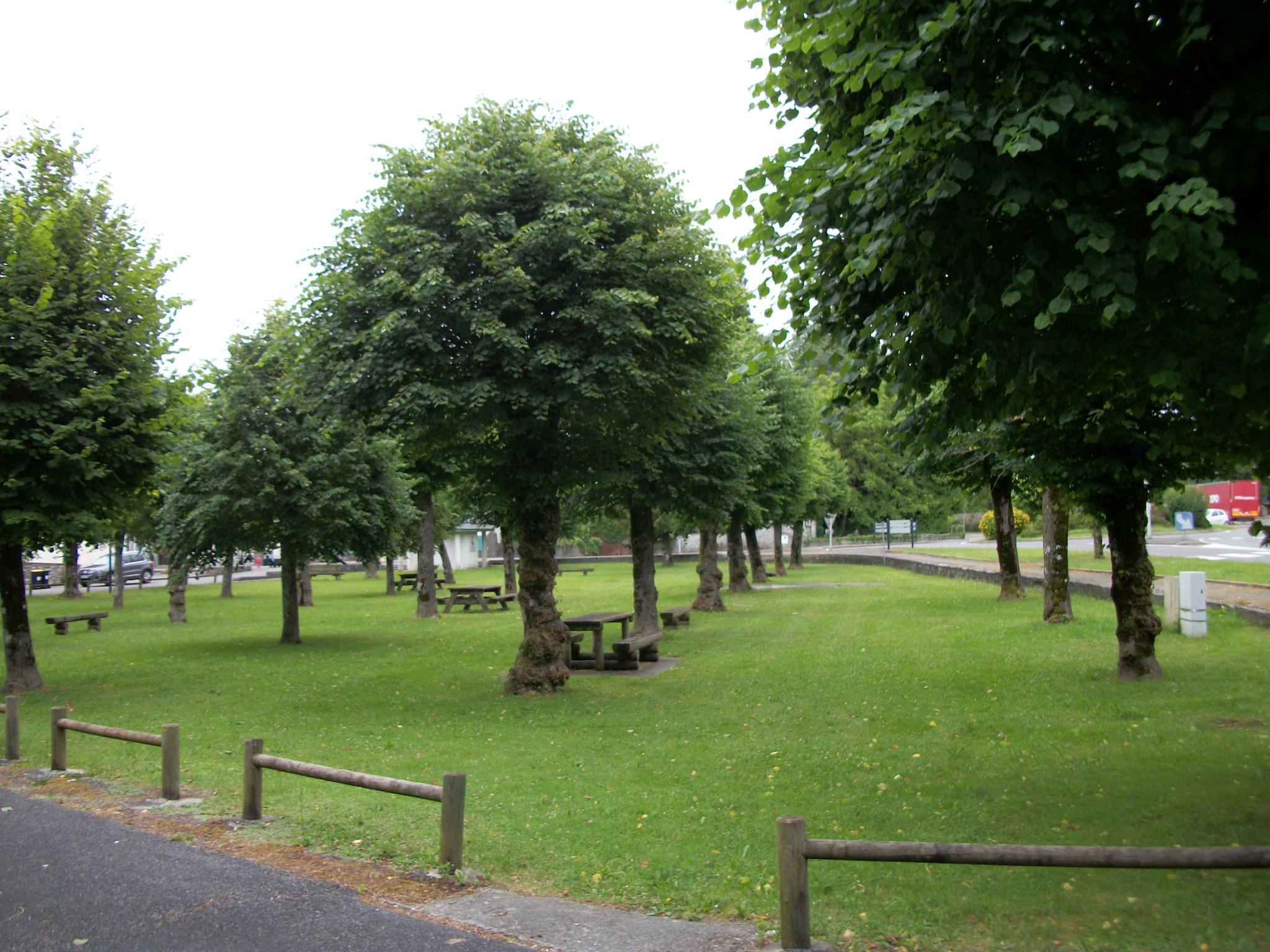
Aire de pique-nique.
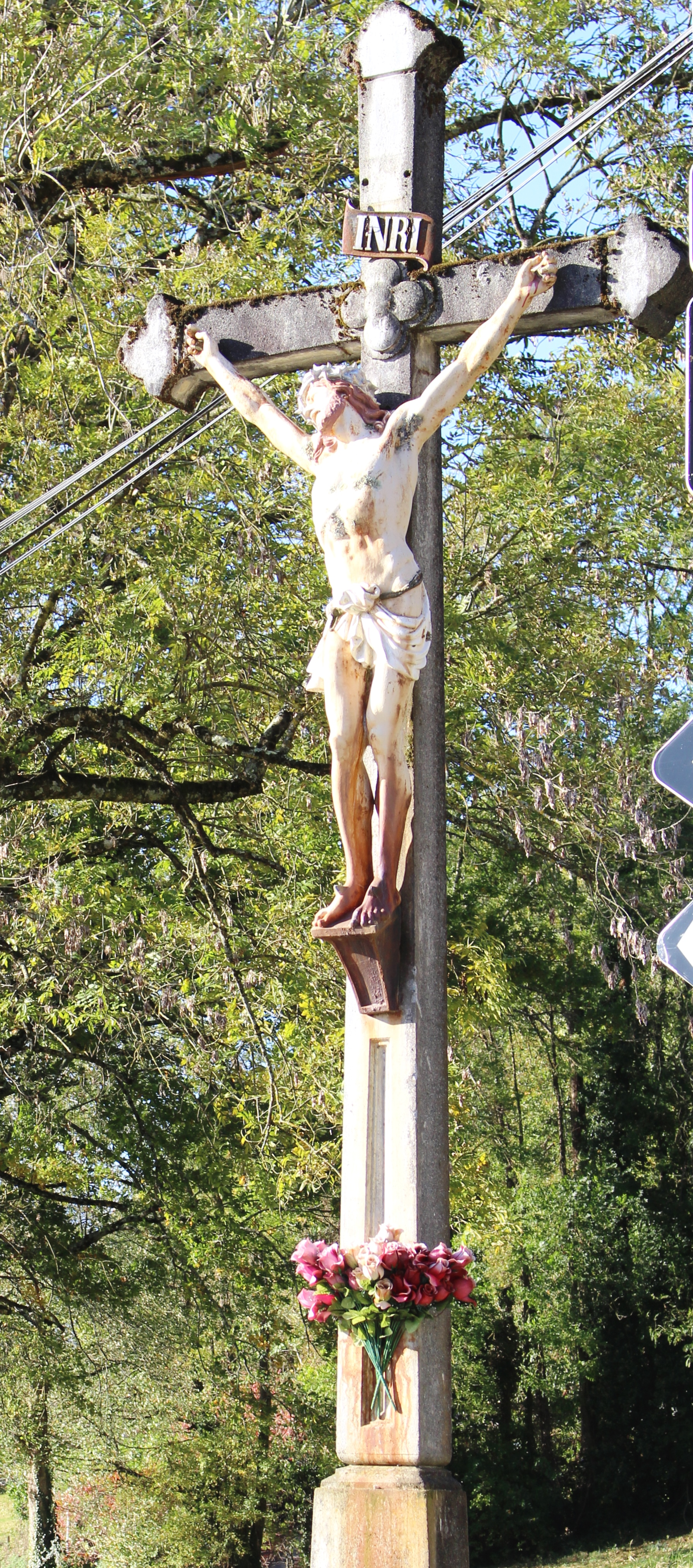
Une croix.
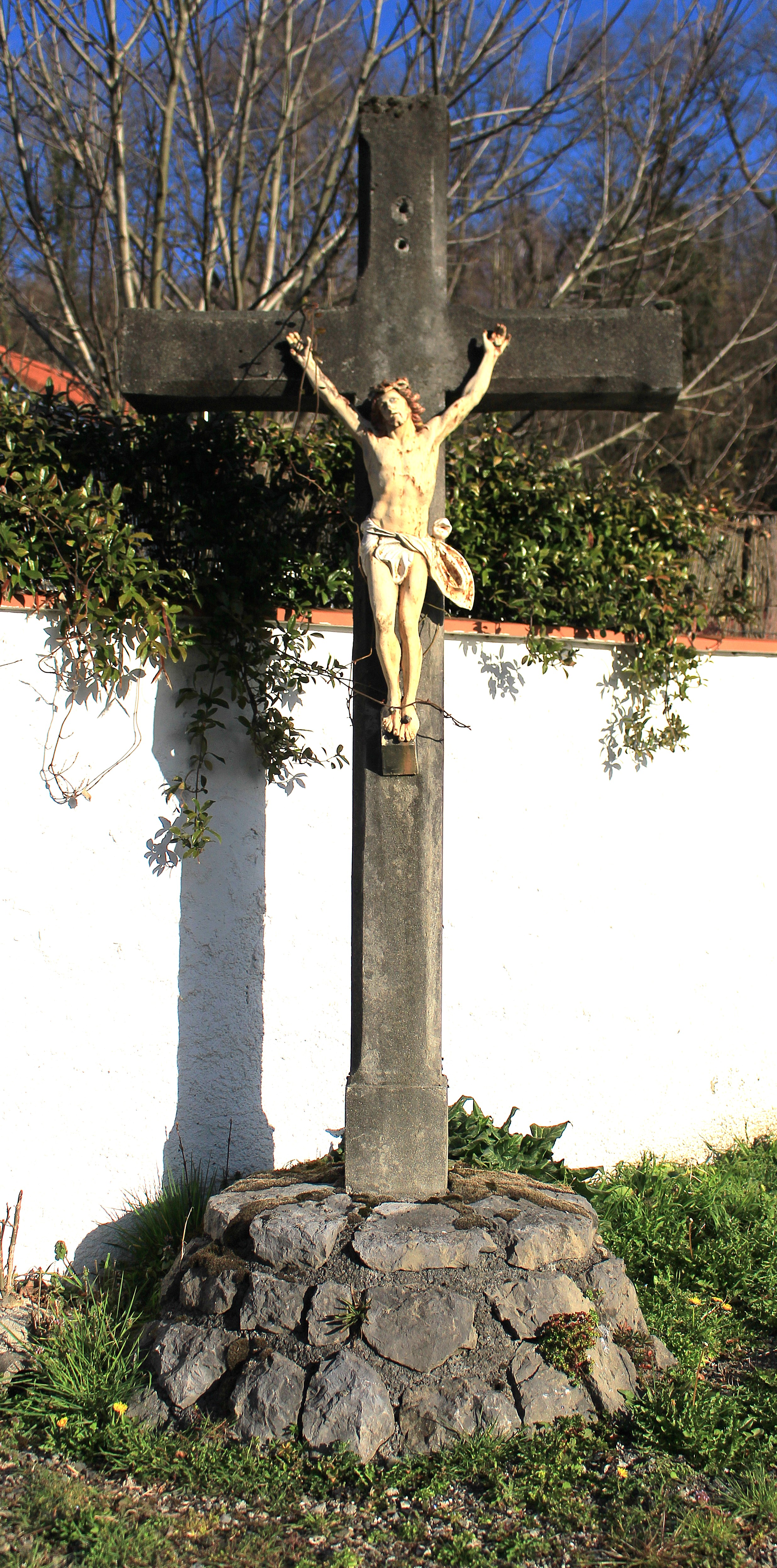
Une croix.
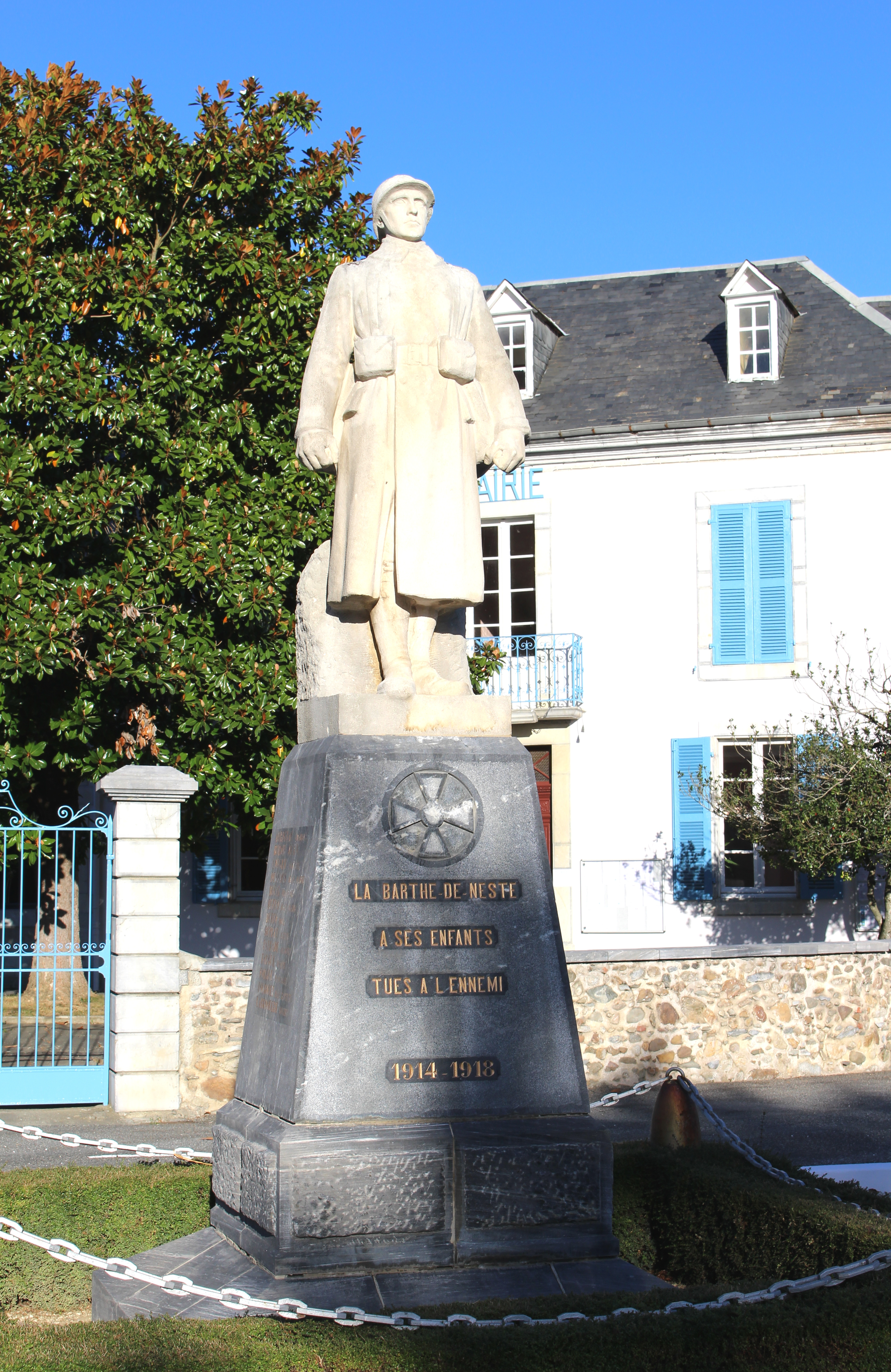
Monument aux morts.

- Lavoirs.

Sélection de vues des lavoirs municipaux
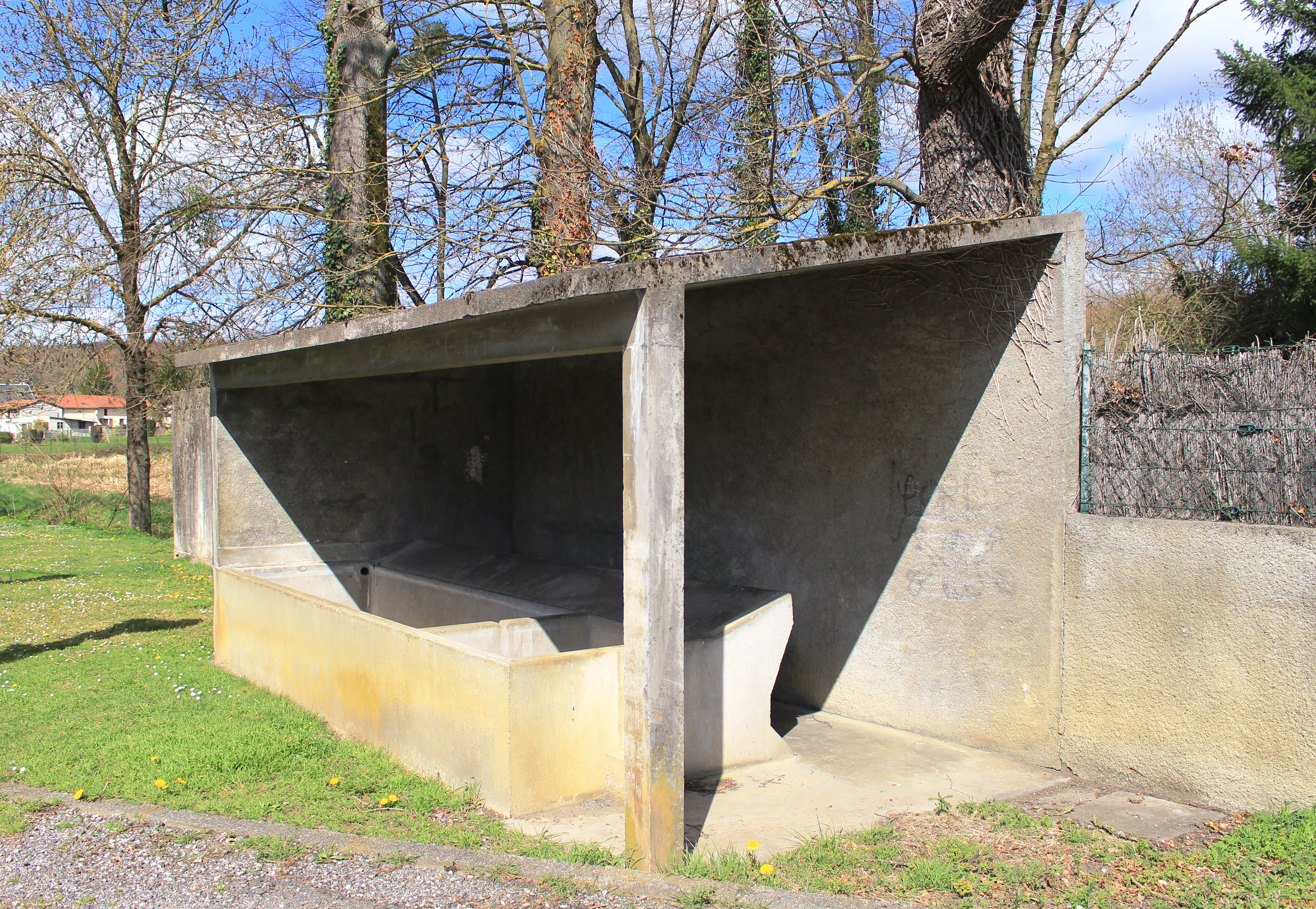
Le lavoir de Puyos.
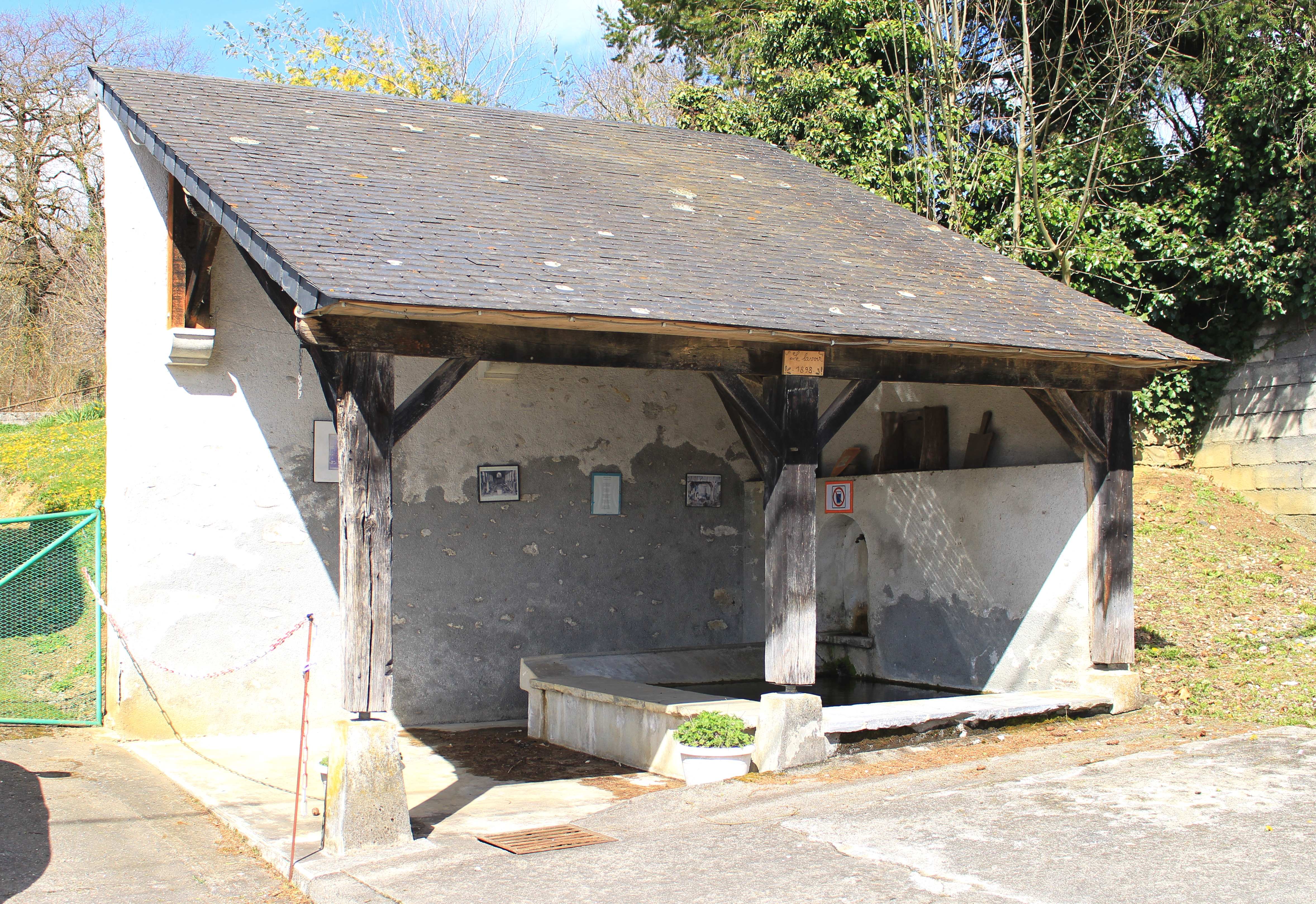
Le lavoir du chemin du Pont.
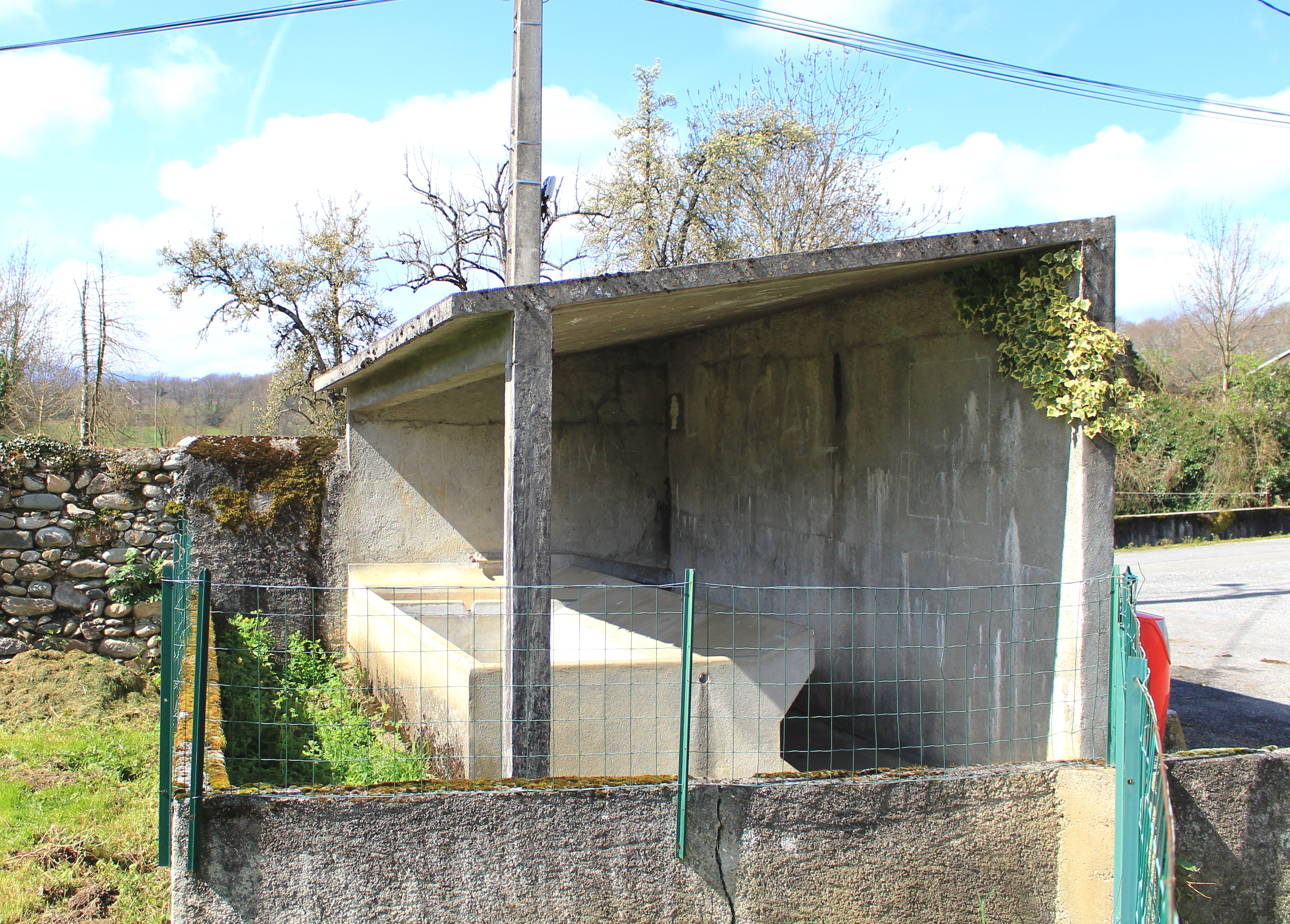
Le lavoir de Mour.

### Personnalités liées à la commune
- François Lay, chanteur, natif de La Barthe-de-Neste.

### Héraldique
| Blason | Blasonnement : Écartelé : au premier et au quatrième d'or aux quatre pals de gueules, au deuxième et au troisième d'or au lévrier rampant de gueules. |